# Molensteen

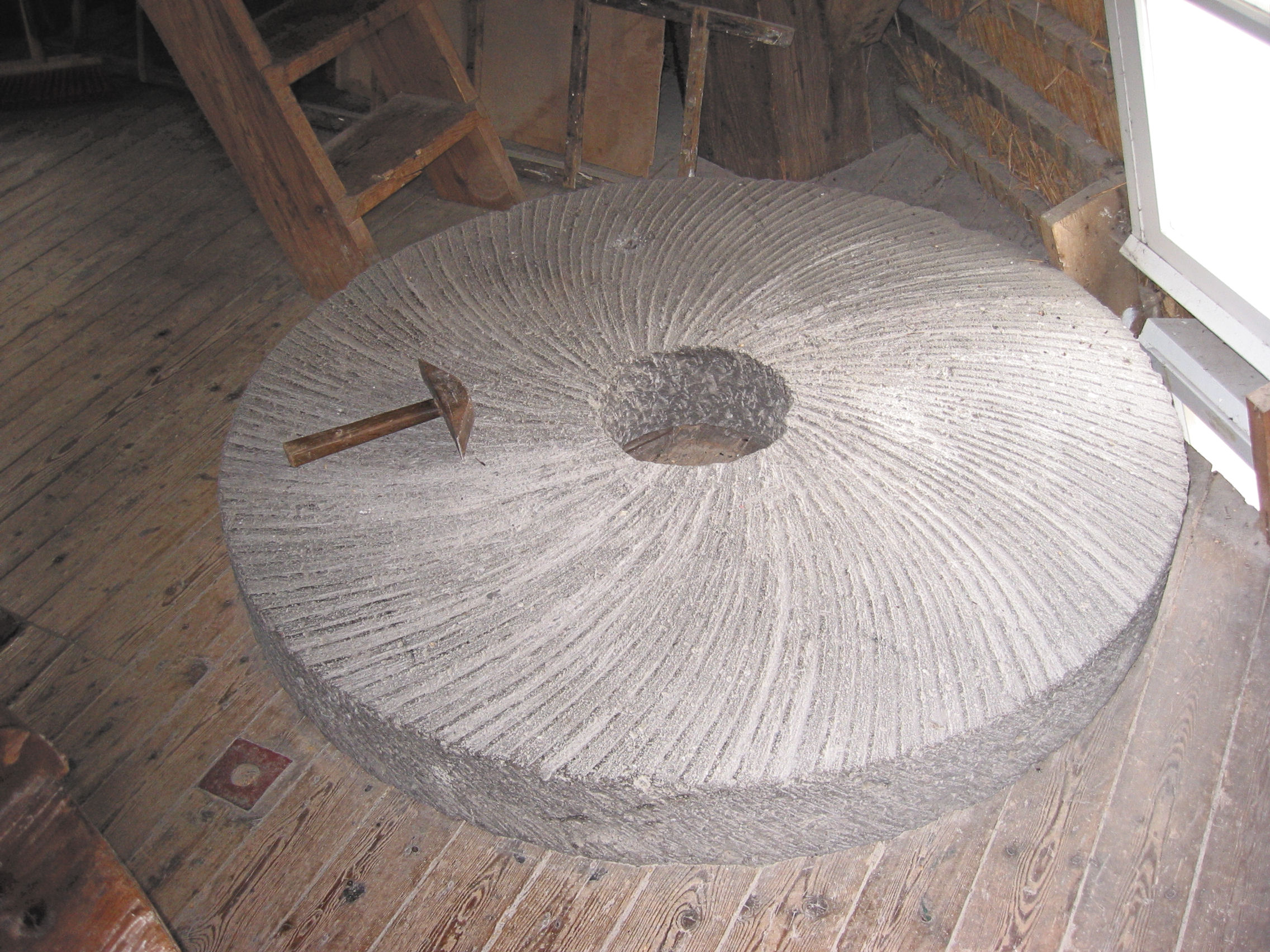
Hardstenen molensteen (ligger) met zwaaischerpsel en met bilhamer van Walderveense molen.

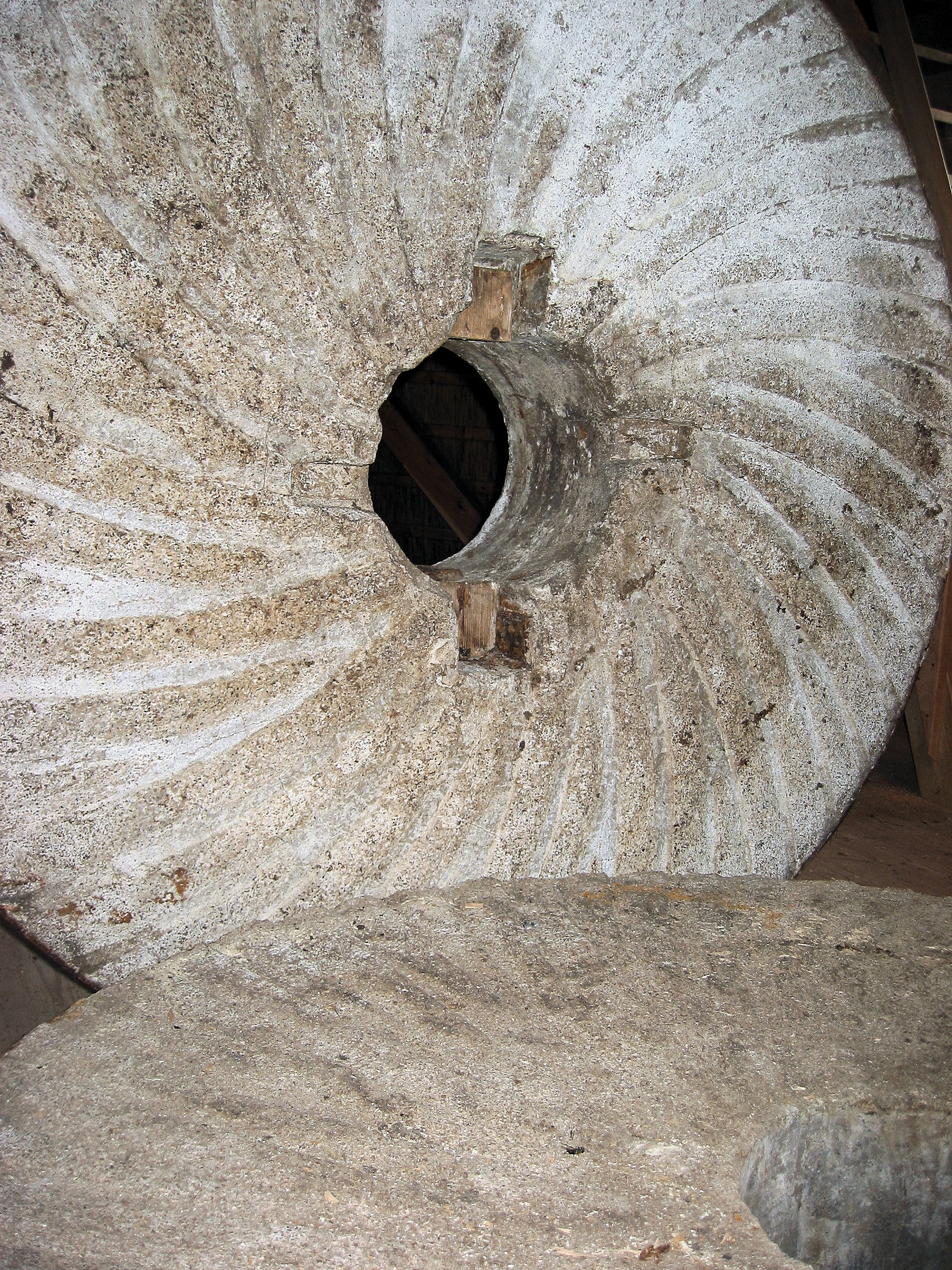
Ligger en loper van de Concordia molen.

Een molensteen is een ronde steen die onder andere in windmolens en watermolens wordt gebruikt voor het malen van granen en andere producten, zoals boekweit, erwten en bonen, lijnkoeken en eikenschors. Verder voor het pellen van gerst (pelstenen), het openbreken van oliehoudende zaden (kantstenen).

## Vorm en wijze van bewerking
Molenstenen hebben, afhankelijk van de toepassing, verschillende vormen en zijn op een andere manier bewerkt.
Maalstenen: In een korenmolen wordt het graan tot meel vermalen of gebroken door middel van twee (een koppel) molenstenen of maalstenen. Het scherpsel tussen de stenen kan, afhankelijk van het te malen product, verschillende patronen hebben. Voor het uitzetten van een nieuw scherpsel op een steen wordt een houten mal gebruikt. Om een maalsteen zitten twee ijzeren banden die voorkomen dat de steen in stukken uit elkaar kan vliegen. De stenen zijn voorzien van een rond gat, waardoorheen de steenspil steekt. De ronddraaiende steen, de zgn. loper, heeft aangrijpingspunten (meestal vier of twee, soms drie) voor de rijn die hem met de steenspil verbindt.
Stenen met zwelggaten: Koekenstenen hebben zwelggaten om de brokken van de lijnkoeken tussen de stenen te krijgen. Ook eekstenen: hebben vaak zwelggaten om de fijngehakte eikenschors tussen de stenen te brengen.
Pelstenen: Het pellen gebeurt meestal op twee naast elkaar liggende koppels pelstenen. Een pelsteen heeft geen ijzeren banden, omdat een pelsteen met de zijkant de gerst pelt, over een metalen plaat met gaatjes die als een soort van rasp werkt. Ook is er geen scherpsel aanwezig, maar enkel een aantal 'waaikerven' om wind van onderaf rond de pelsteen te genereren, opdat de gerst blijft wervelen en niet naar beneden zakt.
Kantstenen: kantstenen van een oliemolen hebben vierkante gaten en onderscheiden zich daarmee van de andere molenstenen, die een rond gat hebben. Kantstenen rollen over een vlakke plaat, waarbij ze door middel van wrijving de zaden openbreken.

### Grootte en gewicht
Er zijn verschillende afmetingen van molenstenen. De oorspronkelijk afmeting werd uitgedrukt als diameter van de steen, in de Keulse palm. Een 17der steen had oorspronkelijk een diameter van 17 palm (17 × 9,6 = 163,2 cm) met een hoogte of dikte van 17 Keulse duim (17 × 2,4 = 40,8 cm). Dit is de z.g. oude steenmaat. Later werd deze palm maat verdrongen door de Rijnlandse maat, uitgedrukt in voeten en duimen. Een 17der had een diameter van 5 voet en 3 duim (5 × 31,4 + 3 × 2,6 = 164,8 cm). Met de invoering van het metrisch stelsel werd de Rijnlandse voet en duim maat verdrongen door de Keulse, hierdoor ontstond onze huidige steenmaat. Een 17der werd 5 Keulse voet en 3 Keulse duim (5 × 28,8 + 3 × 2,4 = 151,2 cm), afgerond werd dit 150 cm. Zo heeft een korenmolen meestal 17der en/of 16der stenen, maar ook 15der, 14der en 13der komen voor. Stenen die kleiner zijn dan 13der worden wolfjes genoemd. De benaming "wolf" is een verbastering van de Duitse "zwölf" wat staat voor de oude steenmaat van 12 palm.
In sommige boeken wordt uitgegaan van de Amsterdamse voet, waarbij een 17der een omtrek heeft van 17 Amsterdamse voet (17 × 28,3133 cm = 481,3261 cm) en een diameter van 153 cm (481,3261 gedeeld door pi).
Omrekenen van de oude steenmaat naar de huidige diameter in centimeters van een koppel is simpel: vermenigvuldig de waarde met 10 en haal er 20 af. Een 17der heeft een doorsnede van 150 cm, een 16der van 140 cm enz.
Een nieuwe loper is 40 cm dik en een nieuwe ligger 30 cm. Als de loper te dun geworden is wordt deze verder als ligger gebruikt. Een loper moet een minimale dikte van 25 cm hebben en een ligger van 15 cm.
| grootte | diameter | gewicht in kg per cm dikte | totaal gewicht in kg bij 40 cm dikte |
| ------- | -------- | -------------------------- | ------------------------------------ |
| 17der   | 150      | 36                         | 1440                                 |
| 16der   | 140      | 31                         | 1240                                 |
| 15der   | 130      | 26                         | 1040                                 |
| 14der   | 120      | 23                         | 920                                  |
| 13der   | 110      | 20                         | 800                                  |

### Maalkoppel

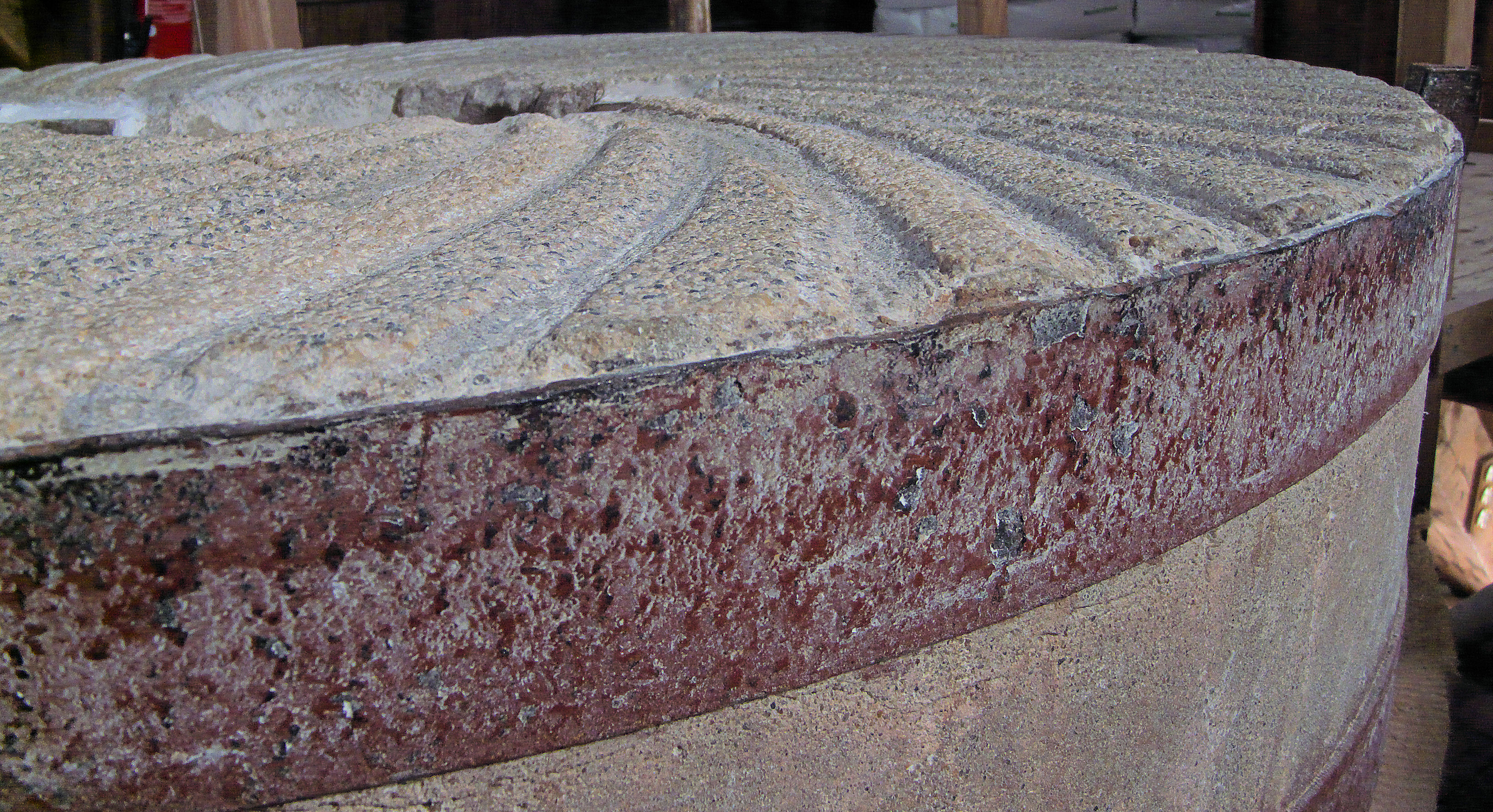
Links van de uitslag de maalkant en rechts de vijlkant. Het scherpsel is van een rechtsom draaiende steen. Steen met zachte uitslag.

Elk maalkoppel bestaat uit een ligger en een loper en beide zijn voorzien van uitgekapte groeven (scherpsel). De groeven worden de uitslagen of het bodemsel genoemd en de richels de kerven of maalbalken. De ligger ligt stil en de loper wordt door het gaande werk aangedreven. Het scherpsel kan bestaan uit veel of weinig kerven en verschillende vormen hebben, zoals waaiervormig (zwaaischerpsel) of in stralen (stralenscherpsel). Ook kan het bestaan uit hoofdkerven met nevenkerven (pandscherpsel). Er zijn ook stenen met een zogenaamd gatenscherpsel, dit is einde jaren 50 uitgevonden door molensteenmaker Jan Kuyken uit Hasselt (België). Bij deze stenen is het tijdrovende scherpen niet meer nodig. In de uitslagen zitten langwerpige gaten. Tussen de kerven zitten dammen om ervoor te zorgen dat het graan over de kerven gedreven wordt en dus gemalen. Een steen met een grove structuur, wordt een grage steen genoemd, heeft van zichzelf al veel snijkantjes en heeft daarom minder kerven. Een steen met een fijne structuur, wordt een vaste steen genoemd, heeft van zichzelf weinig snijkantjes en heeft daarom meer kerven. De ene kant van de kerf heeft een geleidelijke overgang naar de uitslag, de maalkant, en de andere kant een steile overgang, de vijlkant.
Een steen voor het malen van voergraan heeft meestal een zwaai(pand)scherpsel. Ook werden stenen met gatenscherpsel gebruikt voor het malen van voergraan. Voor het malen van consumptiegraan gebruikt men meestal een stralenscherpsel zonder vijlkanten, waardoor de tarwekorrel beter uitgemalen wordt. Deze stenen hebben echter een lagere capaciteit dan een voersteen.

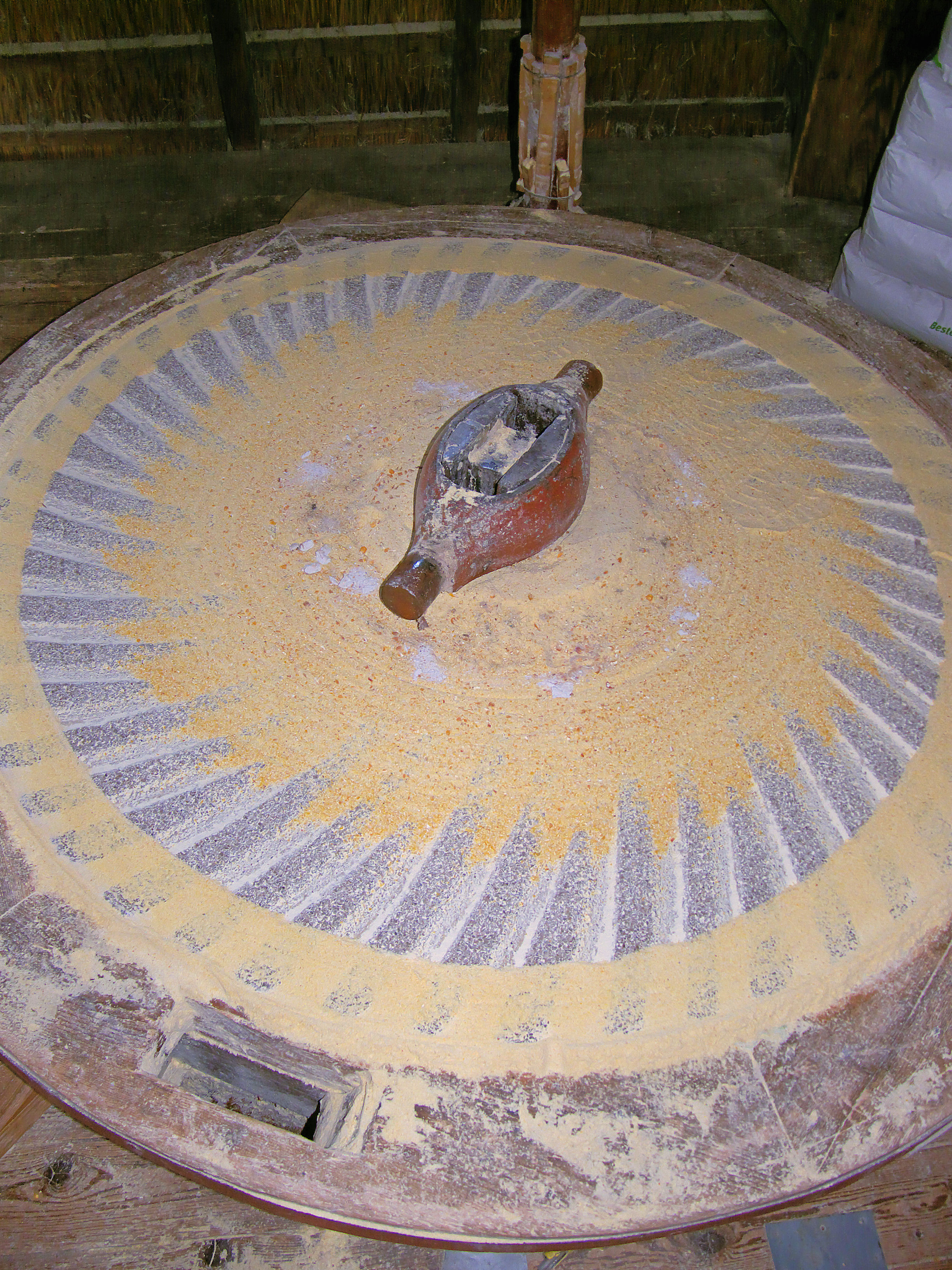
Maalbeeld

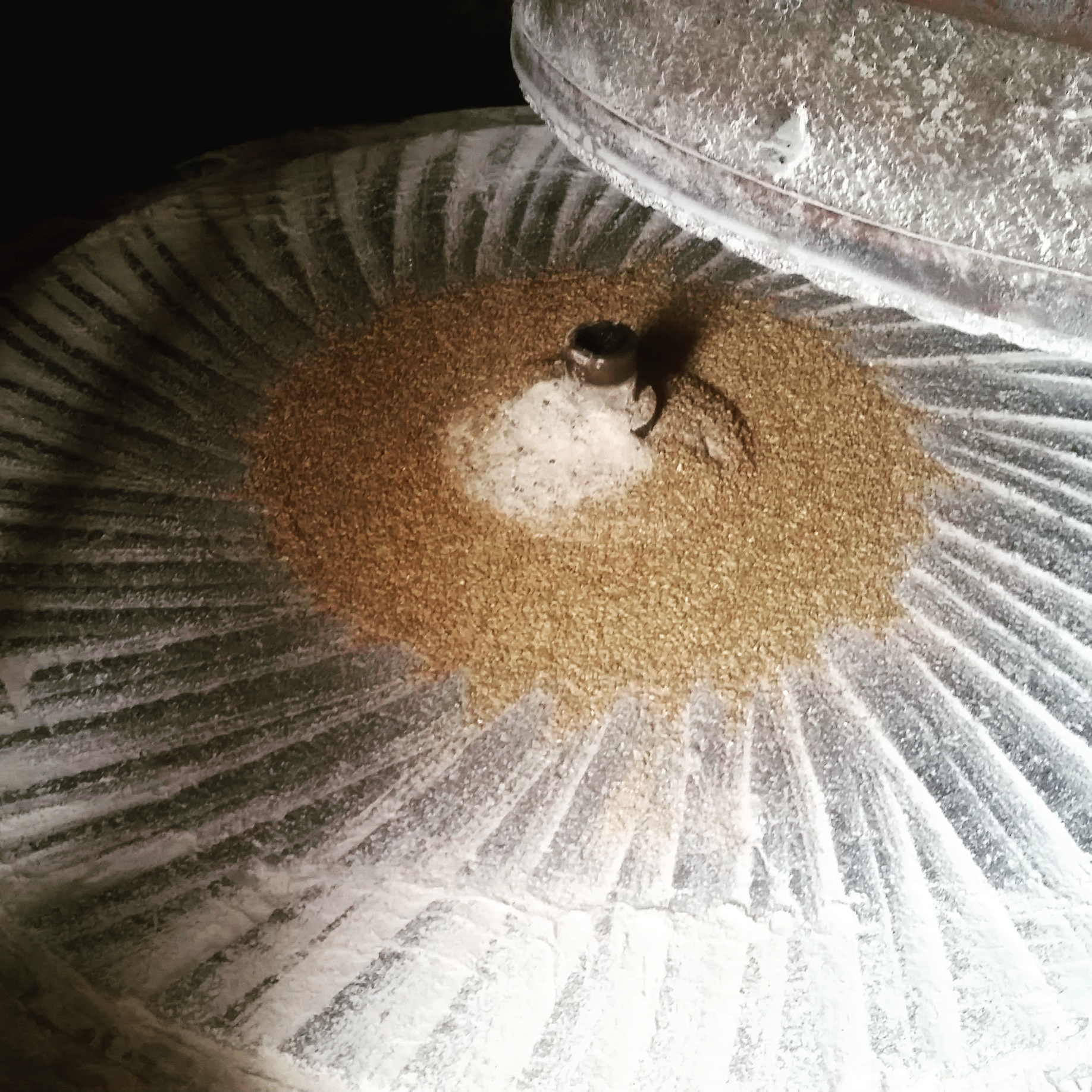
Maalbeeld (Buitenmolen)

De ligger is vlak, terwijl de loper op het binnenste maalvlak iets hol is. Hierdoor ontstaat een entree gedeelte, waardoor de graankorrels via het kropgat tussen de stenen komen. Vervolgens worden de korrels naar buiten gedreven. Eerst over het breekvlak, waar de korrels gebroken worden en verder over de maalbaan waar ze ten slotte tot meel vermalen worden.
Afhankelijk van de draairichting van de molenstenen en of het een loper dan wel een ligger is, wijst het scherpsel linksom of rechtsom. De loper van de voormolen bij een standerdmolen en de vroegere torenmolens hebben een linksom scherpsel en die bij de achtermolen en alle andere typen korenmolens hebben een rechtsom scherpsel. Bij het malen lopen de scherpsels van de ligger en de loper tegen elkaar in waardoor door de knipbeweging de korrels gebroken en fijn gemalen worden.

## Blauwe stenen
Eeuwenlang zijn in Nederland zogenaamde blauwe stenen van basaltlava, afkomstig uit oude vulkanen in de Eifel, als molensteen gebruikt. Vooral de Niedermendiger basaltlava is het meest voor molenstenen gebruikt. Blauwe stenen zijn vrij zacht en moeten 5 keer vaker gescherpt worden dan kunststenen. Bovendien liggen er vaak zeer veel (smalle) kerven op, wat het scherpen moeilijker maakt; de steen is echter wel vrij zacht waardoor het scherpen sneller gaat.

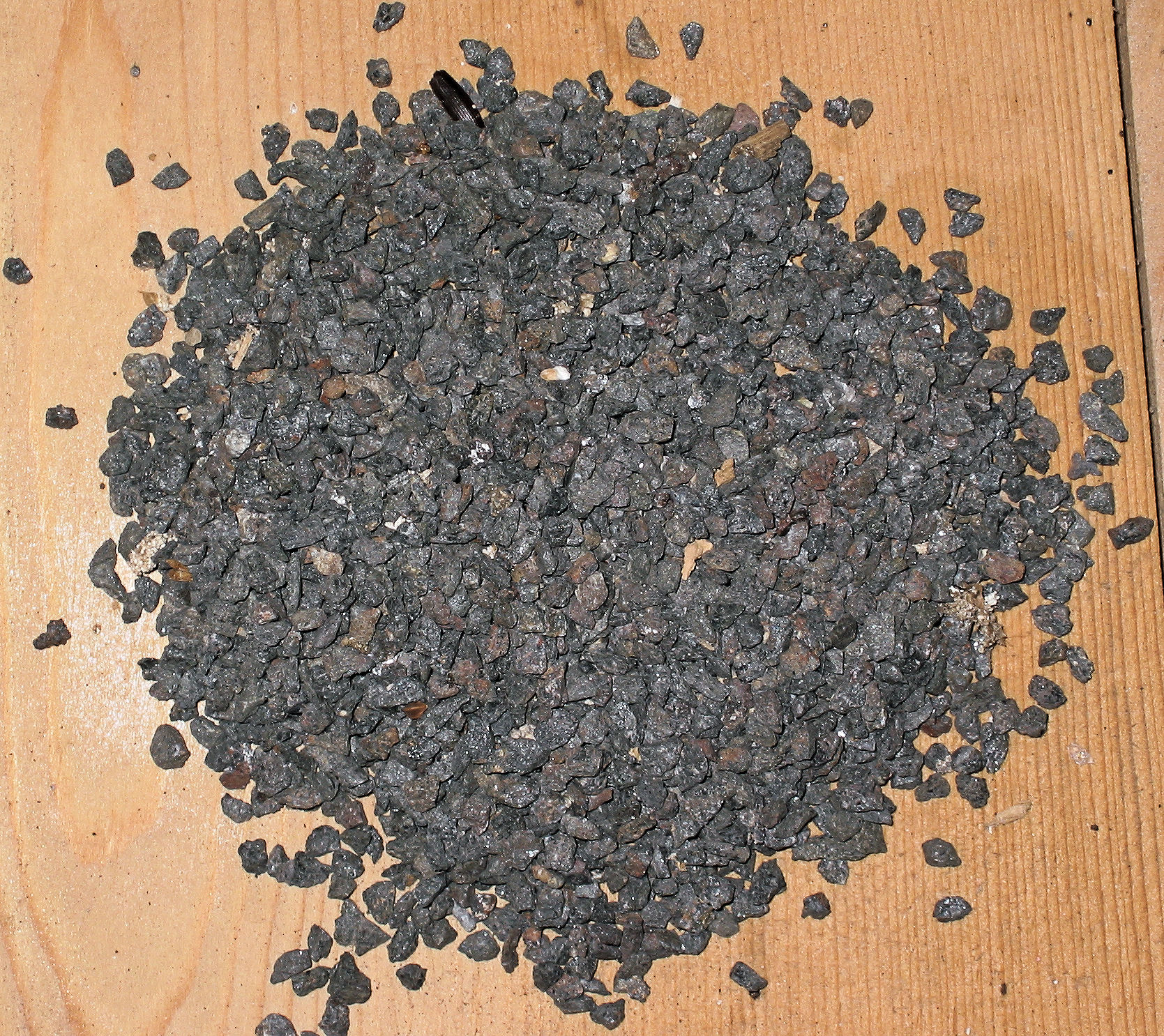
Amaril

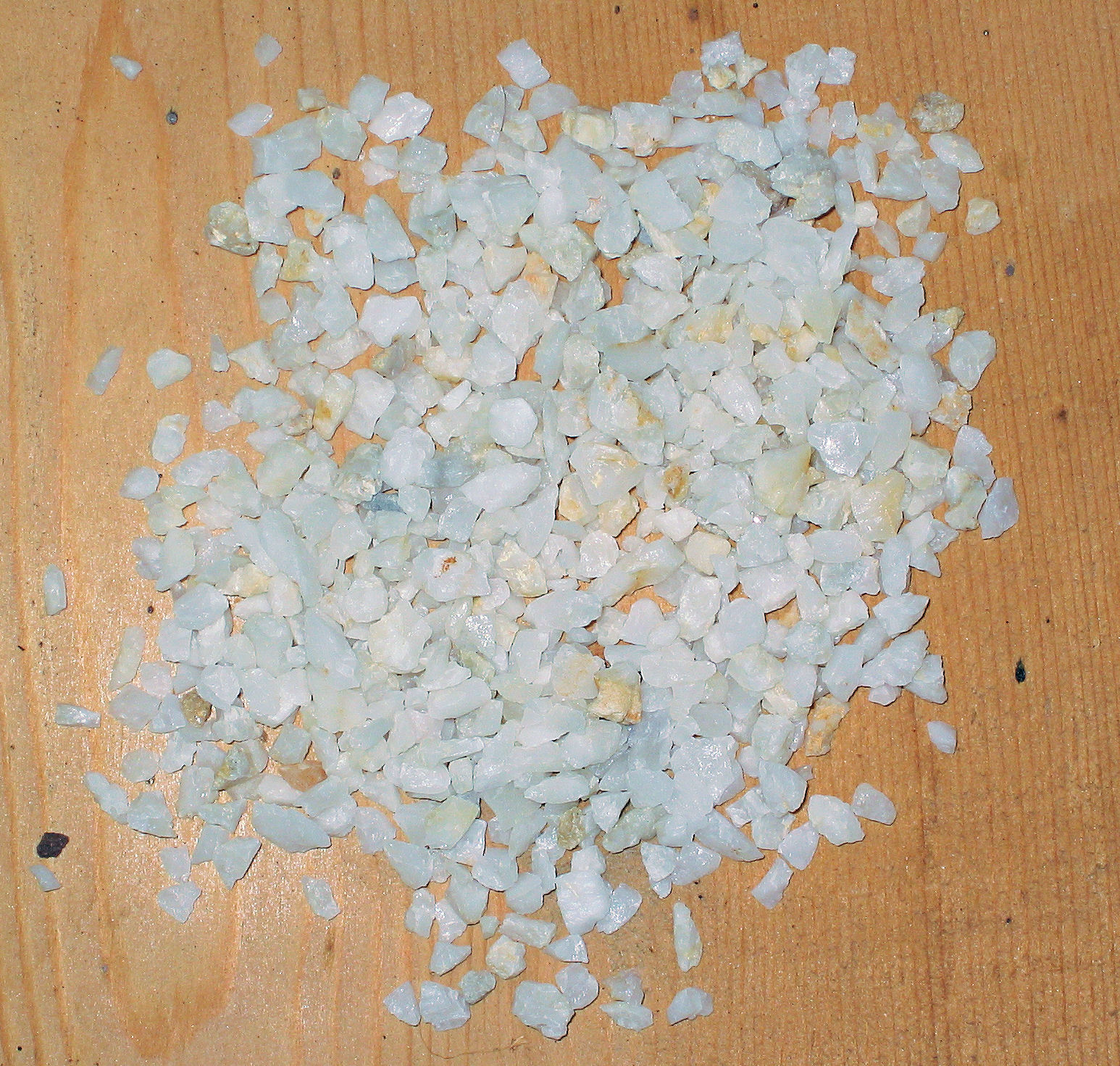
Kwarts

## Kunststenen

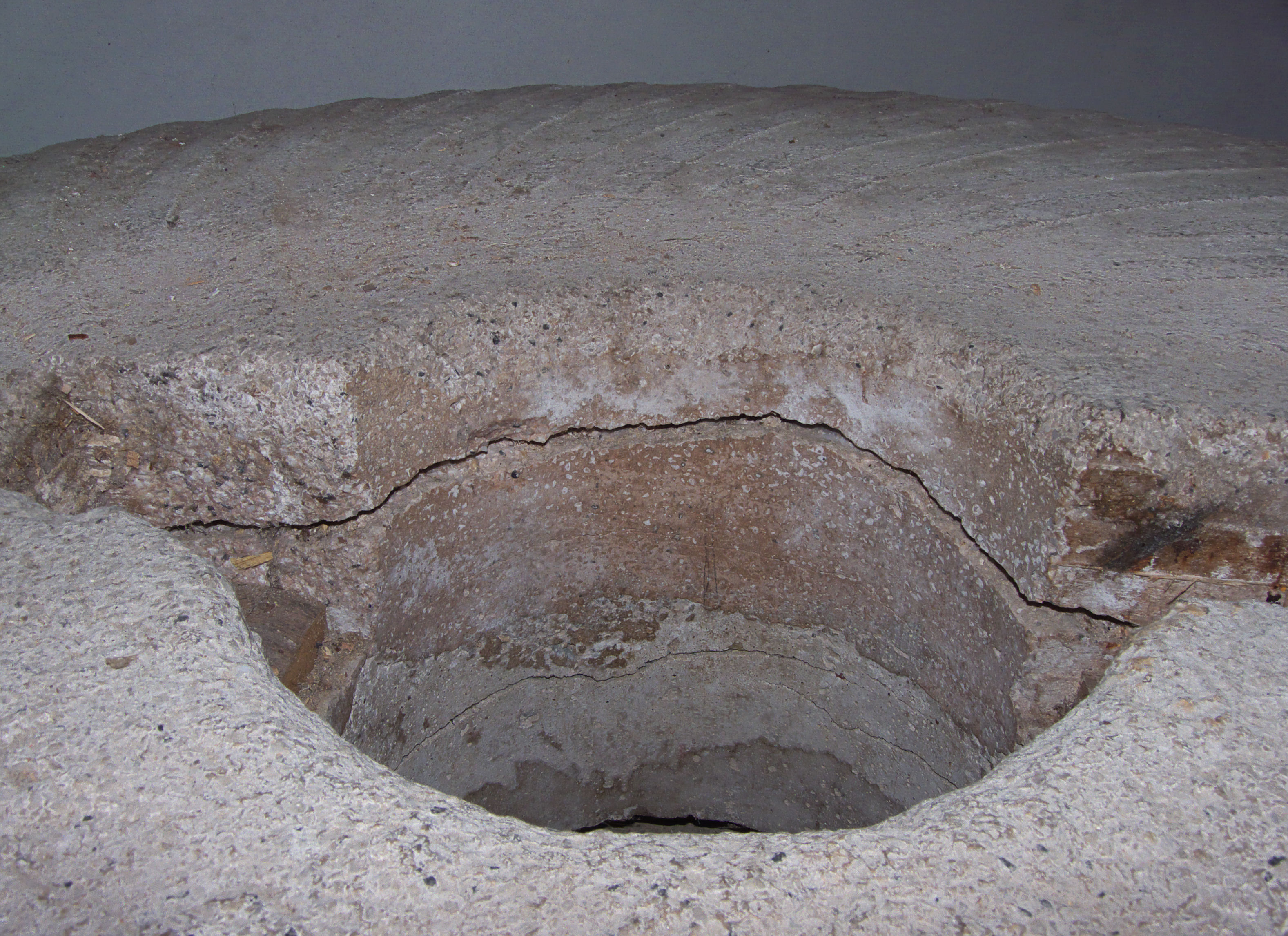
Kunststeen met van bodemsel losgelaten ballastlaag.

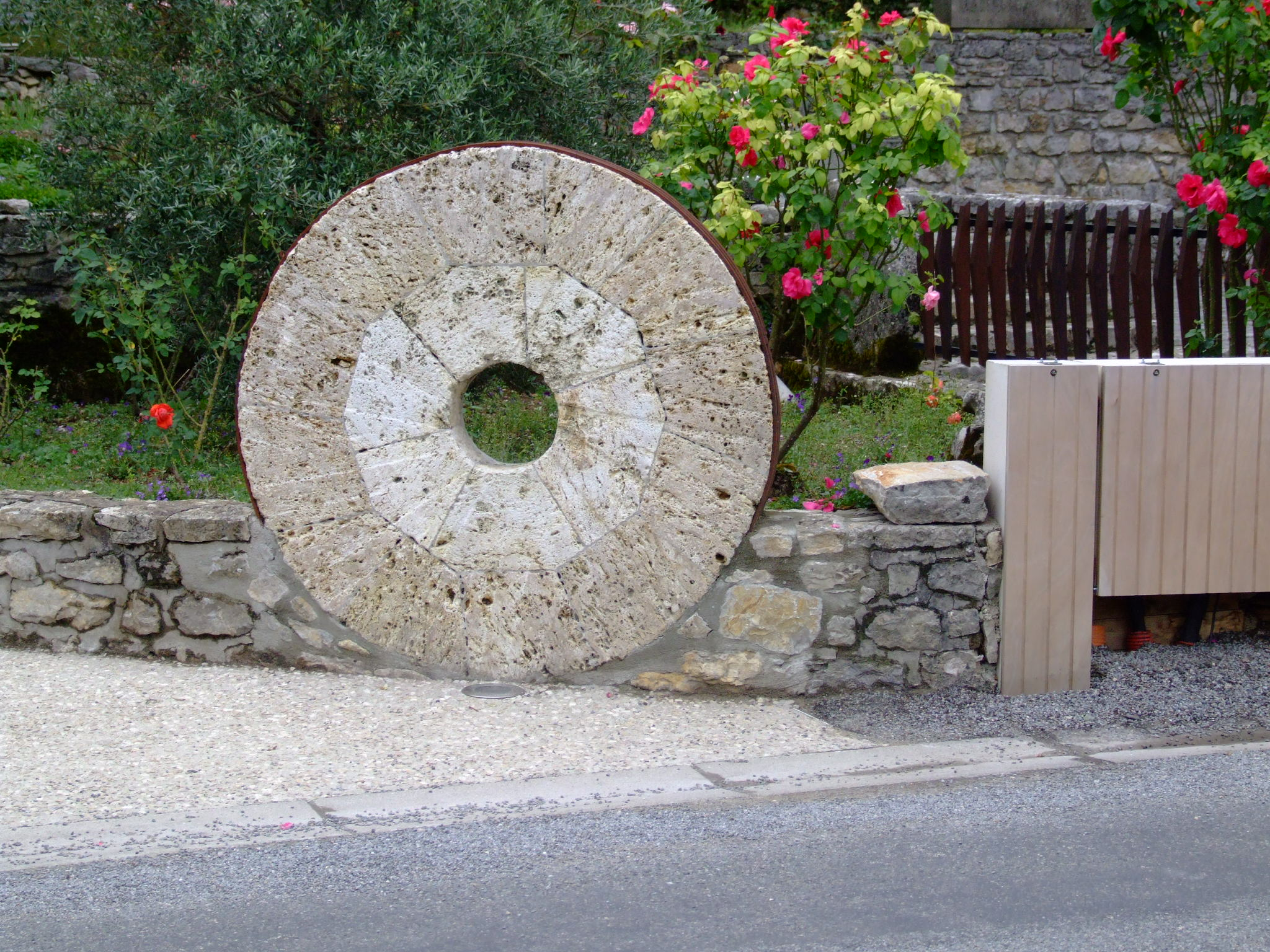
Franse steen

Sinds ca. 1900 worden er ook massieve kunststenen gebruikt, gegoten uit een mengsel van stukjes harde steen, onder andere kwarts, amaril of flintsteen en een bindmiddel uit waterglas met gips wat later vervangen is door het vloeibare magnesiumchloride en het vaste magnesiumoxide (magnesiet). Later zijn stenen uitgevonden waarbij de groeven of uitslag van een zachter materiaal zijn dan de kerven of maalbalken, waardoor de steen eenvoudiger te scherpen is, omdat alleen zacht materiaal behoeft te worden weggehakt. Deze stenen noemt men stenen met zachte uitslag of zacht bodemsel. Ook zijn er stenen met twee soorten zachte uitslag, een aan de vijlkant en een aan de maalkant. De kerven van de steen bestaan uit amaril of recenter uit flintsteen met het voorgenoemde bindmiddel. De groeven zijn van montmorilloniet. Bij de fabricage van een steen met zacht bodemsel worden eerst de kerven gegoten. Vervolgens worden deze in een mal voor de steen geplaatst en wordt het bodemsel gegoten. Deze laag is 10 cm dik, vroeger was 15 cm gebruikelijk. Hierop komt een 15 cm dikke ballastlaag voor de ligger, of 25 cm voor de loper, van beton met een hoog soortelijk gewicht voor het verkrijgen van voldoende gewicht. Dit beton is eveneens gemaakt uit een magnesiumbindmiddel vermengd met fijn zand en grind.

## Franse steen
De Franse steen is samengesteld uit stukken kwartsiet, in de molenaarswereld ook wel aangeduid met de naam zoetwaterkwarts. De naam "Franse steen" verwijst naar de herkomst van veel van deze stenen: de Marnevallei in Noord-Frankrijk. De plaats die bekend is om zijn molenstenen is La Ferté-sous-Jouarre, waar van de 15e eeuw eeuw tot aan 1958 een zandsteensoort werd gedolven van uitzonderlijke kwaliteit. In deze zandsteen heeft water in het verleden kiezelzuur afgezet, dat de poriën vulde.
De gedolven stenen zijn op zich te klein om een molensteen uit te vervaardigen. Daarom werden ze als een soort van legpuzzel in de vorm van een molensteen gelegd en met cement tot één geheel gemaakt. IJzeren banden verstevigen de Franse stenen.
Franse stenen zijn soms onbewerkt, maar zijn meestal voorzien van een pand- of een recht stralenscherpsel met vrij weinig kerven. De grof poreuze stenen (met vrij veel natuurlijk snijvermogen) werden, vooral in Vlaanderen, gebruikt voor veevoeder terwijl de zeer harde fijn poreuze (met heel weinig natuurlijk snijvermogen) gebruikt werden om tarwe en rogge te malen voor de bakker. Bij deze laatste zijn de kerven "gerhabilleerd", dat wil zeggen dat er boven op de kerven zeer ondiepe streepjes geslagen zijn om de steen voldoende snijkracht te geven.
Het billen of scherpen is vanwege de hardheid van de steen lastig en tijdrovend. Franse stenen zijn zeer geschikt voor het malen van tarwe.

## Afstelling
Voor het centreren van de steen kan de steenwijzer worden gebruikt. De bolspil wordt op zijn kop tussen de twee ronde gaten van de steenwijzer gezet. In de andere zijde van de steenwijzer die plat op de steen ligt, zit een klein gat met een stokje dat ongeveer 5 cm binnen de omtrek van de steen valt. Ook is er voor het centreren van de steen een mal, bestaande uit een enkele plank met een rond gat dat over de bolspil gelegd kan worden. Aan het andere eind van deze plank wordt door een gaatje een stokje gestoken.

## Onderhoud
Molenstenen slijten door het gebruik. Na verloop van tijd moeten de groeven verder worden uitgekapt met een bilhamer. Als de loper te dun wordt, slijt hij zijn leven verder als ligger.

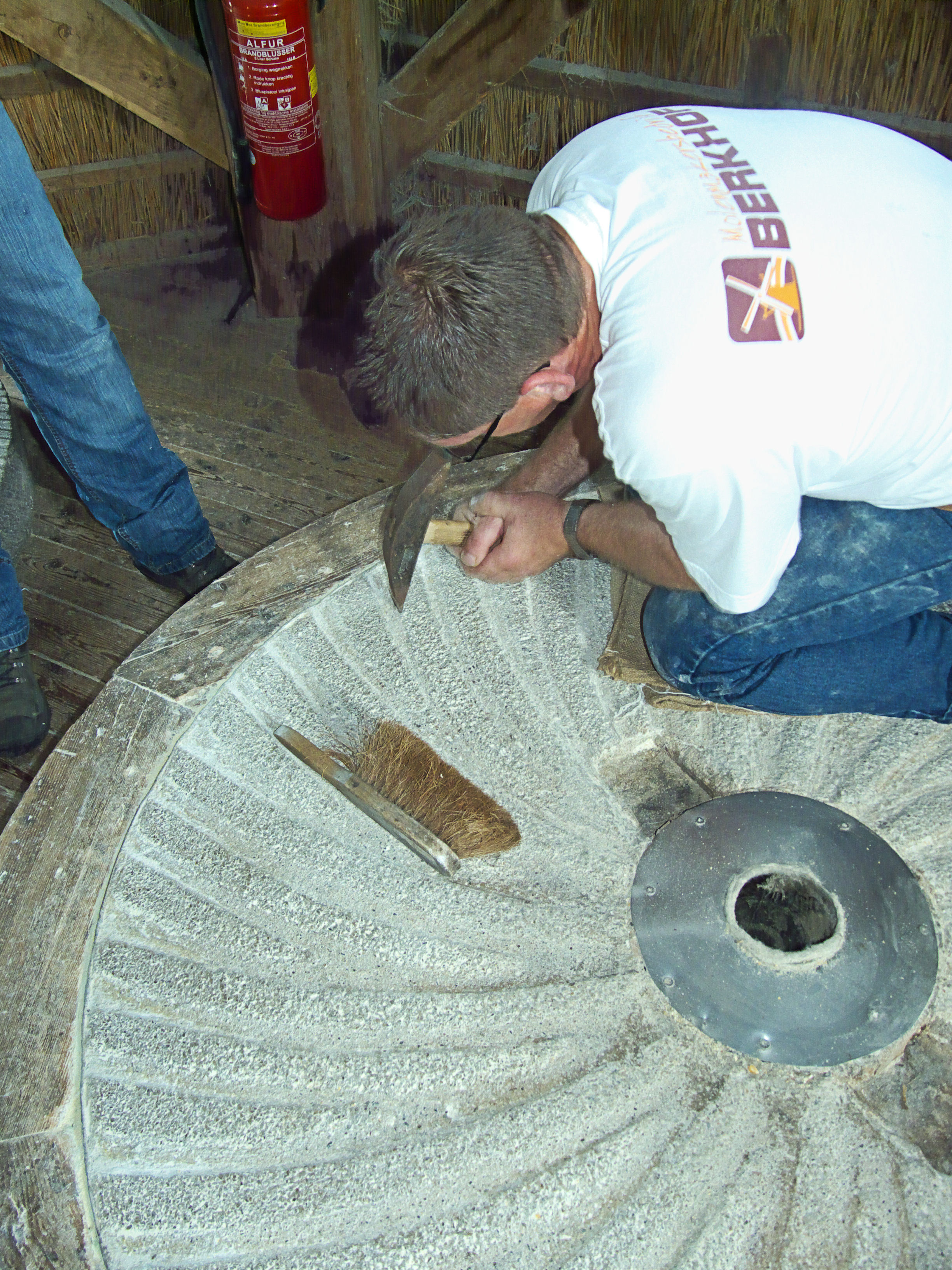
Billen

Pelstenen zijn van zandsteen, hebben een doorsnee van 180 cm, wegen 2500 kilo en zijn glad. Ook heeft de loper in het midden aan een kant een extra groot gat voor het smeren van de bolspil. Ze maken 160 omwentelingen per minuut, en liggen in de vloer, omdat ze daar minder gevaar opleveren voor de molenaar als ze stuk gaan. Ze worden gebruikt voor het pellen van gerst. Het koppel pelstenen wekt door de zoggaten en waaikerven in de loper een soort zog op waardoor de gerstkorrels tegen het pelblik aan worden geslingerd.

## Fotogalerij

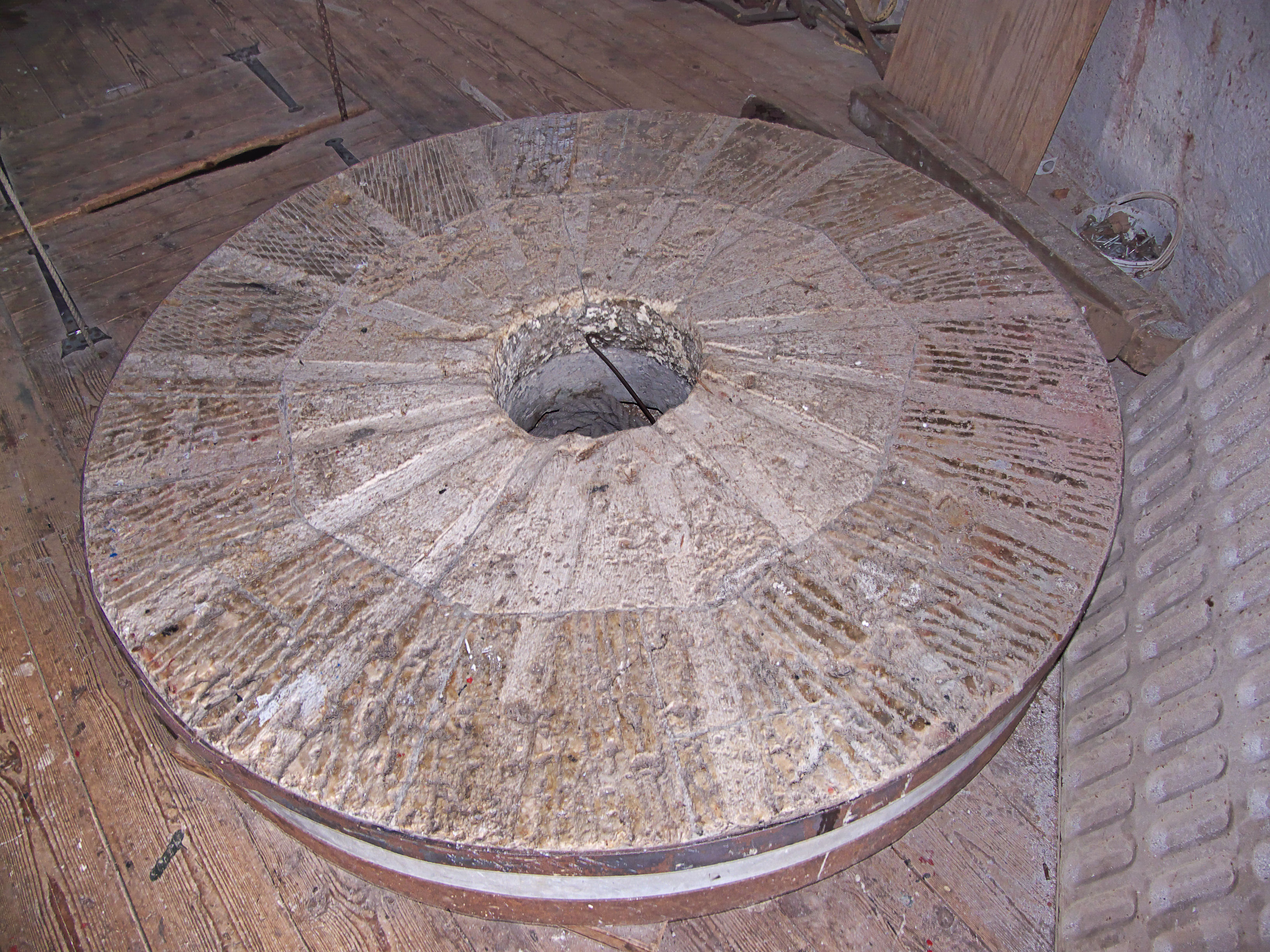
Franse steen, ligger
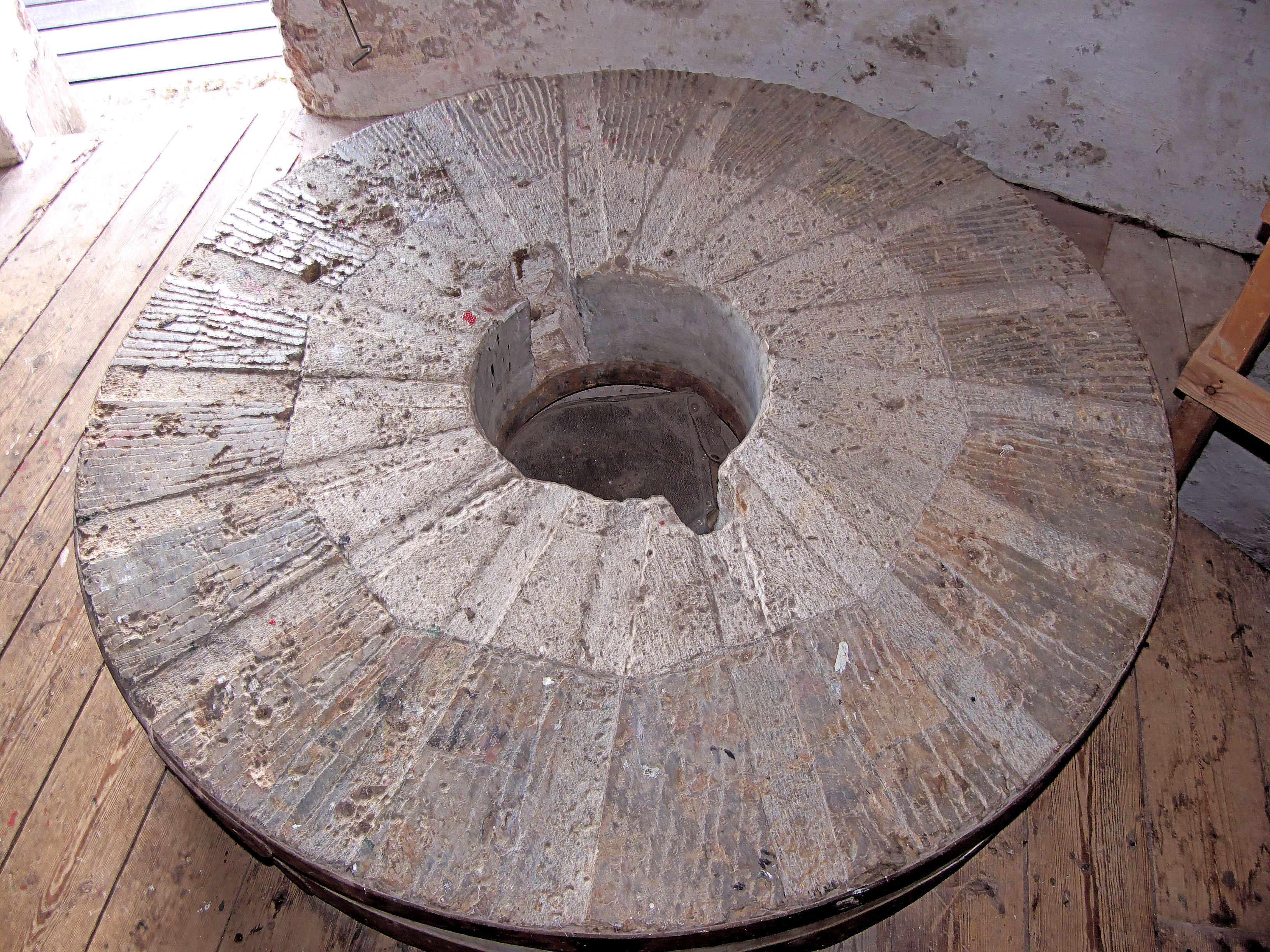
Franse steen, loper
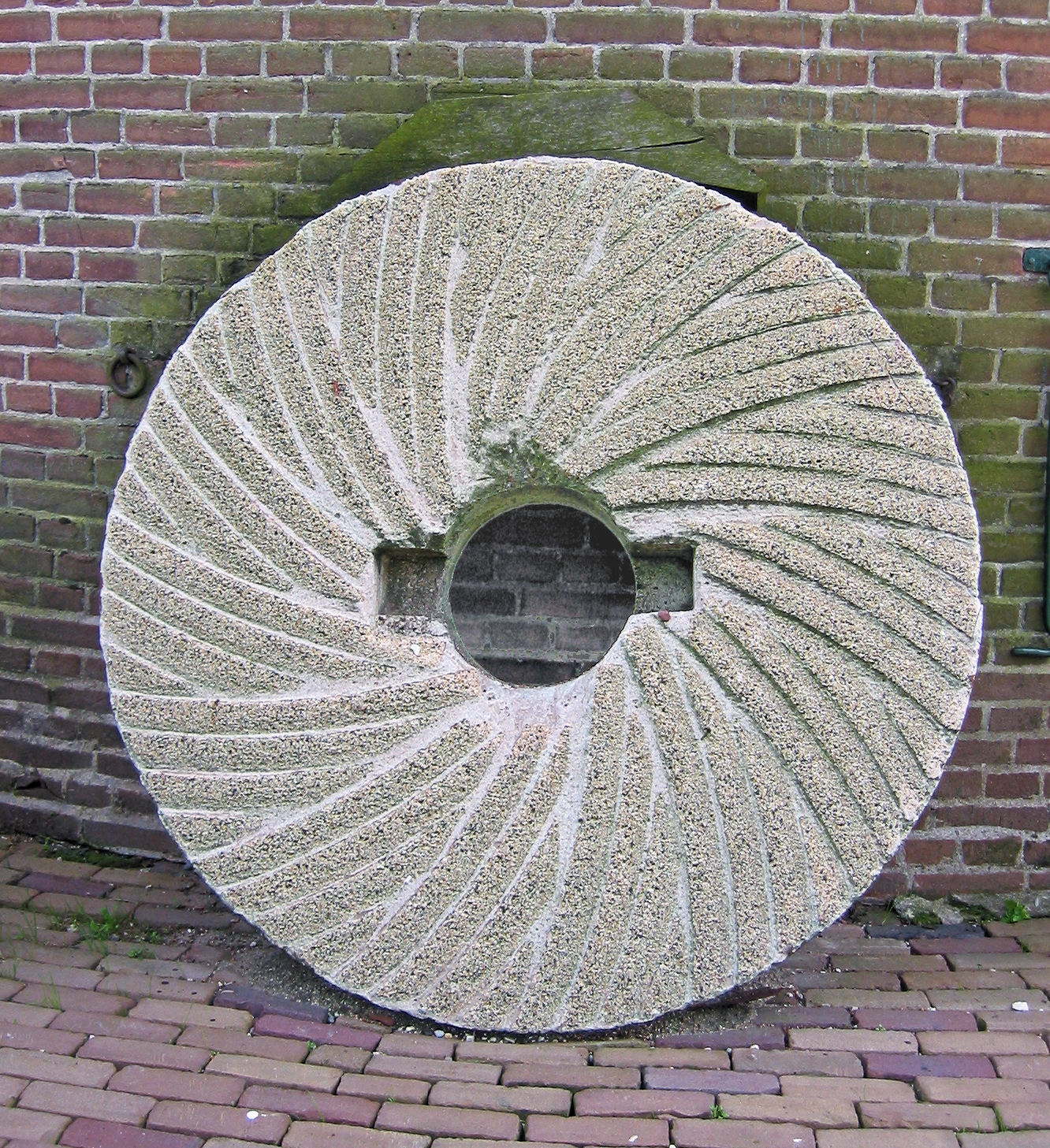
Kunststenen loper met pandscherpsel
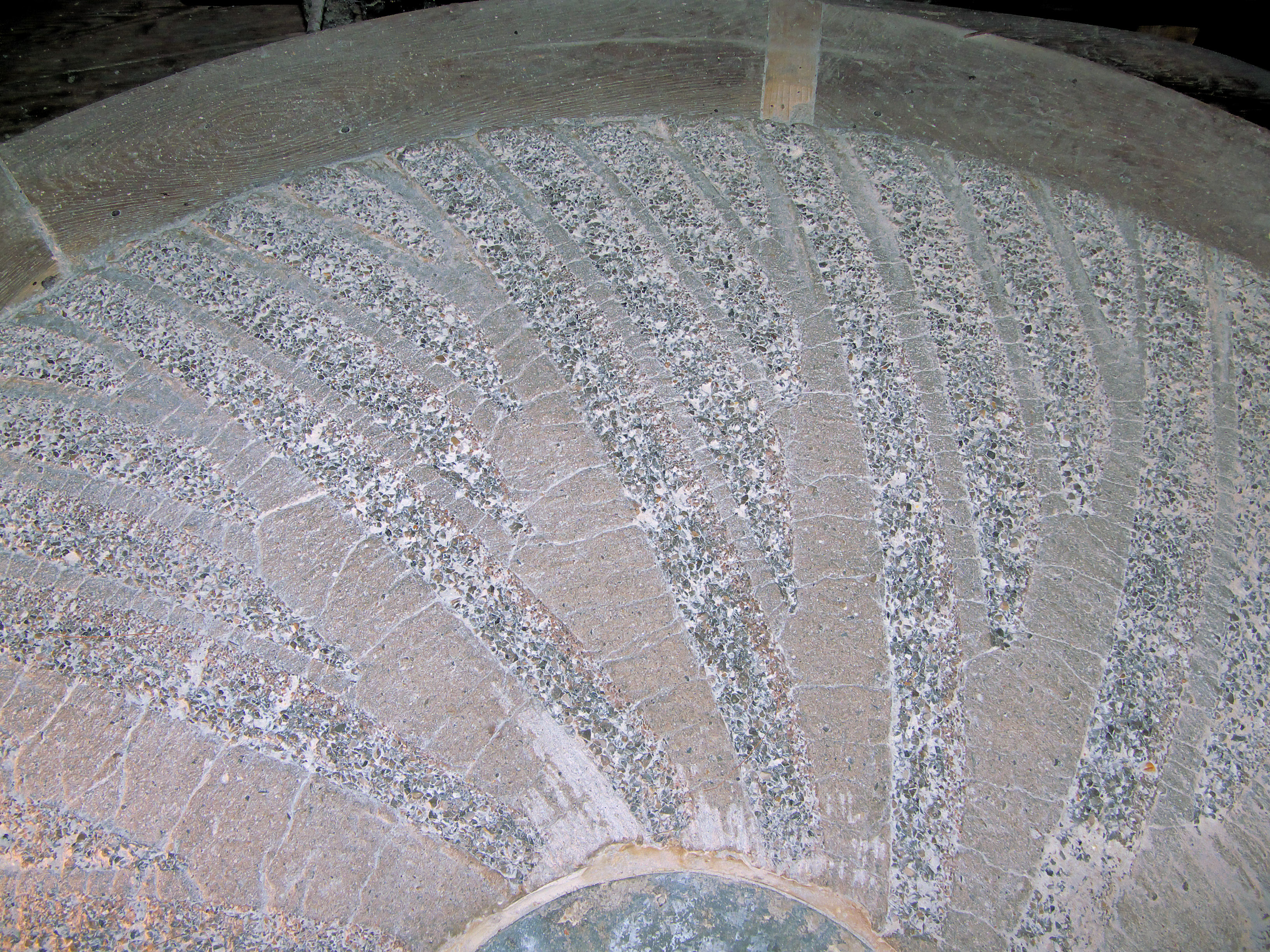
Vlak gemalen kunststeen met zachte uitslag, halfharde uitslag en kerven
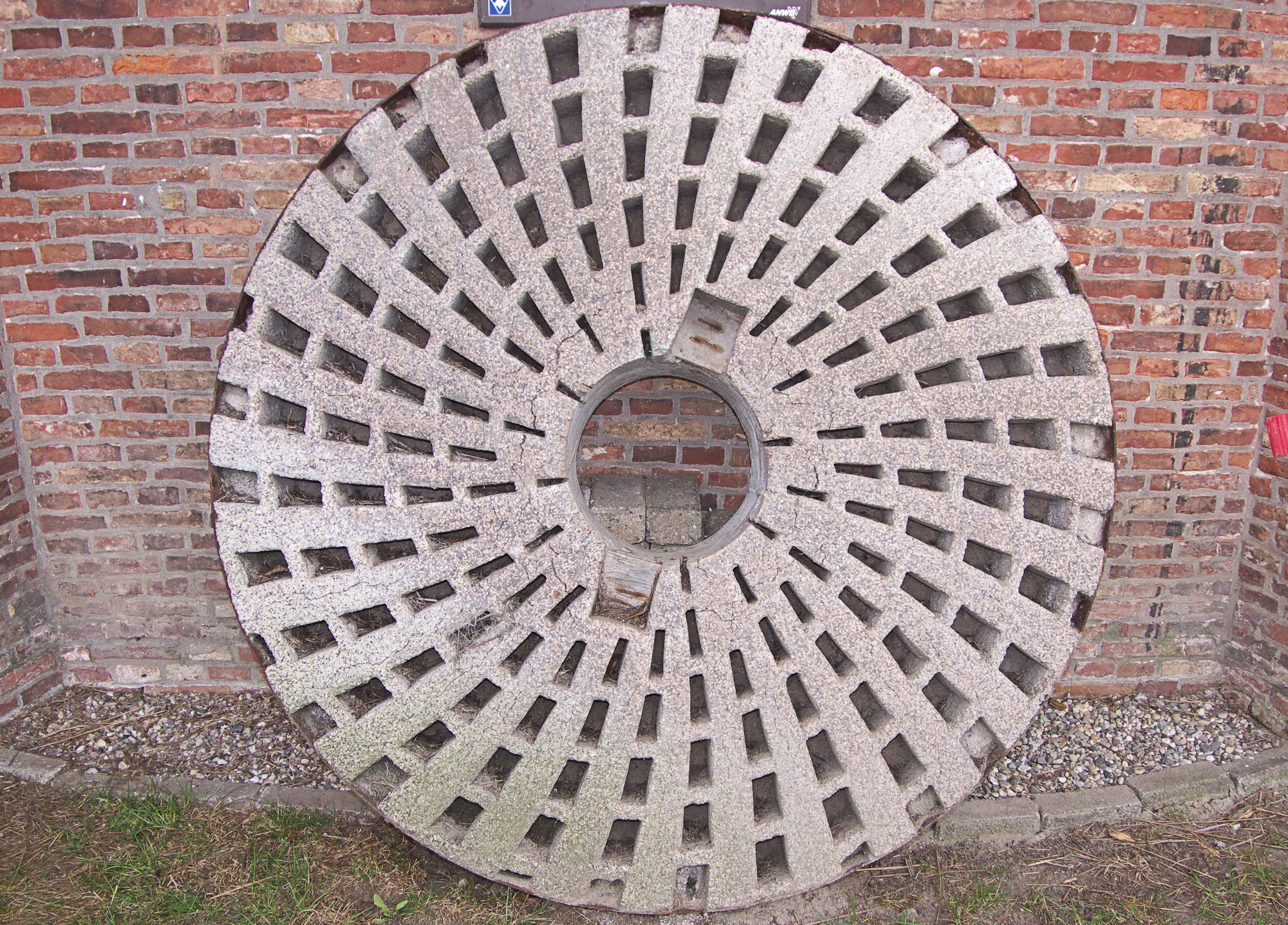
Gatenscherpsel
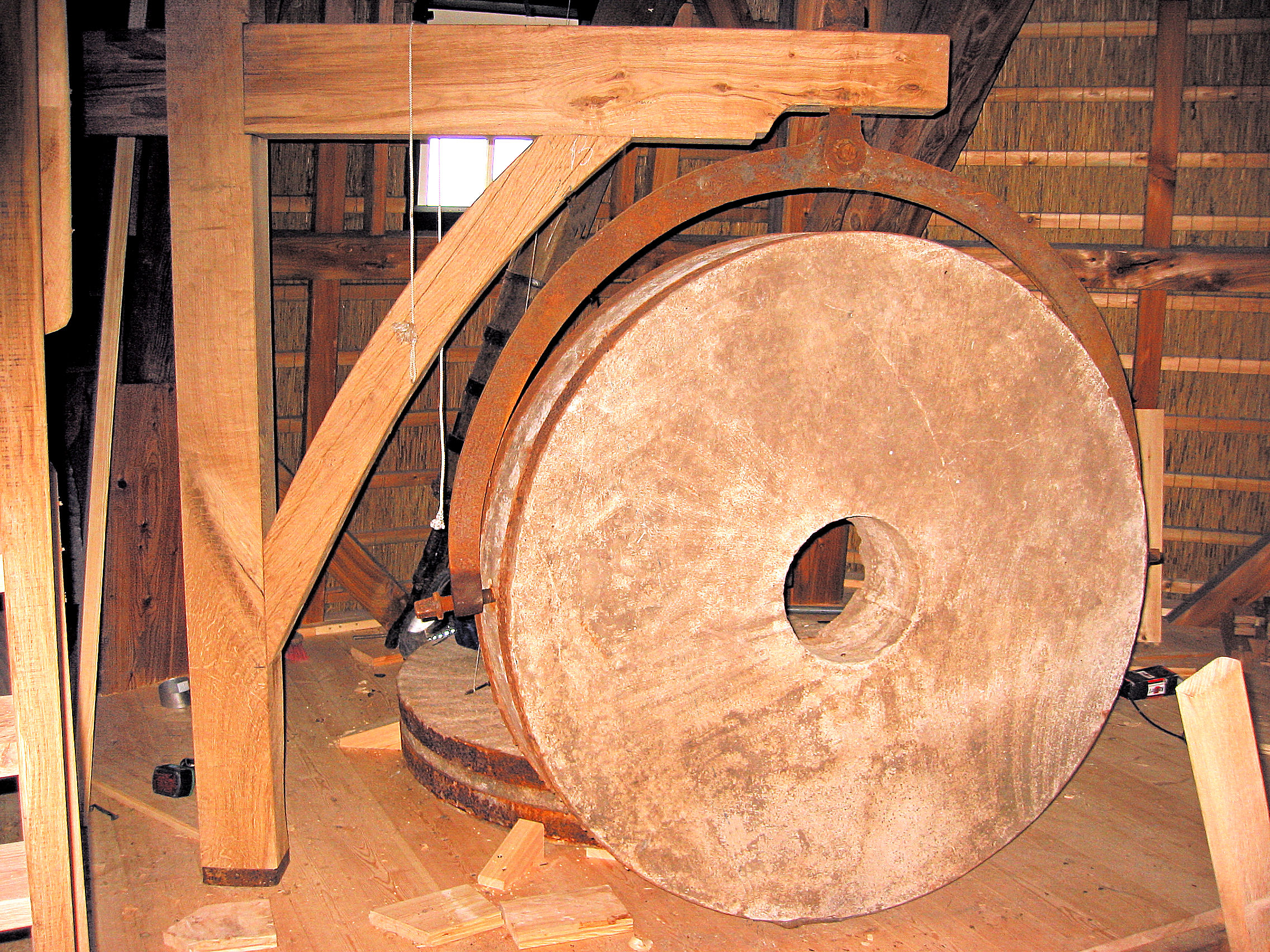
Steenkraan met loper
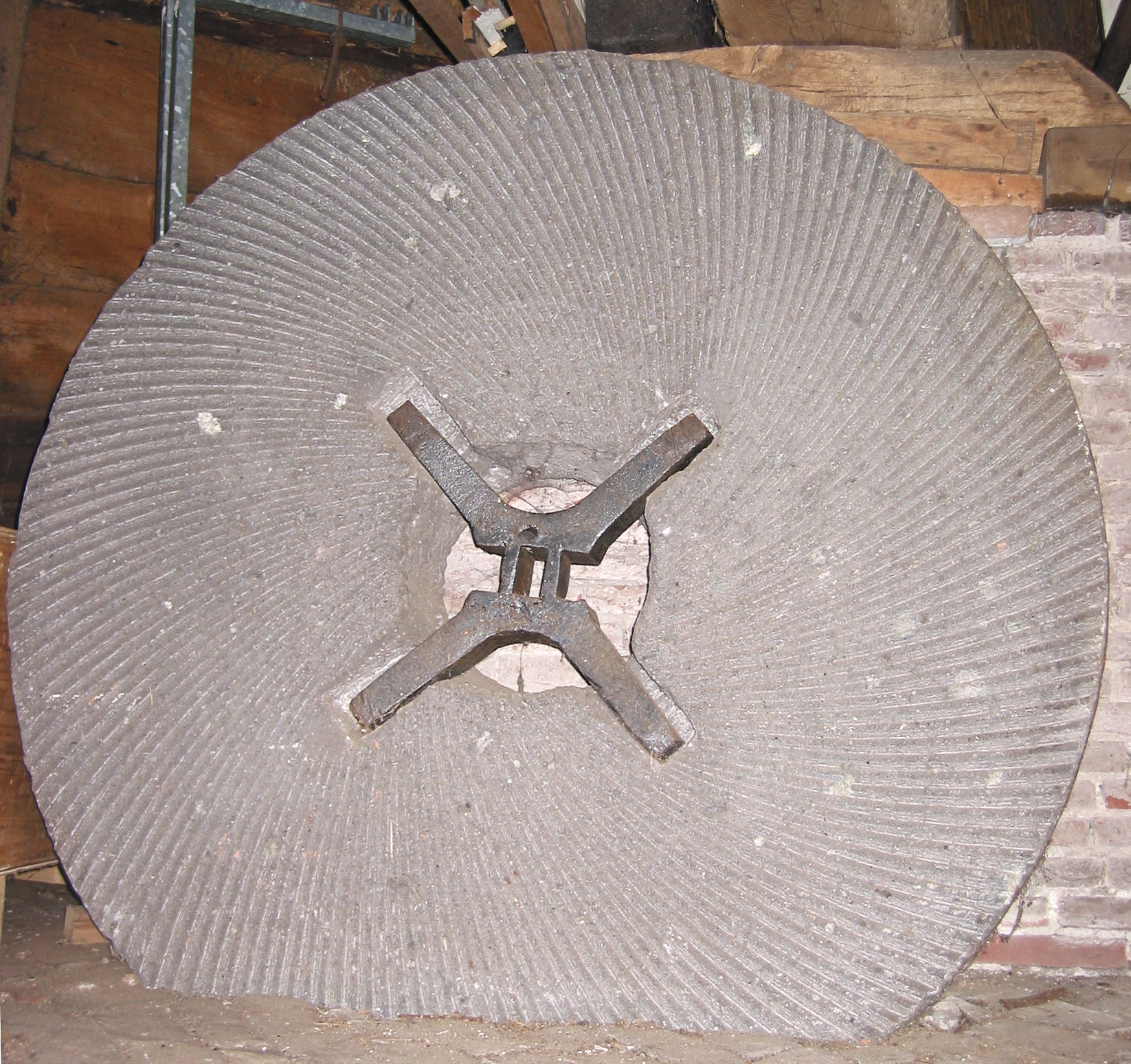
Molensteen (loper) met waaierscherpsel en viertakrijn. Het scherpsel is van een linksom draaiende steen.
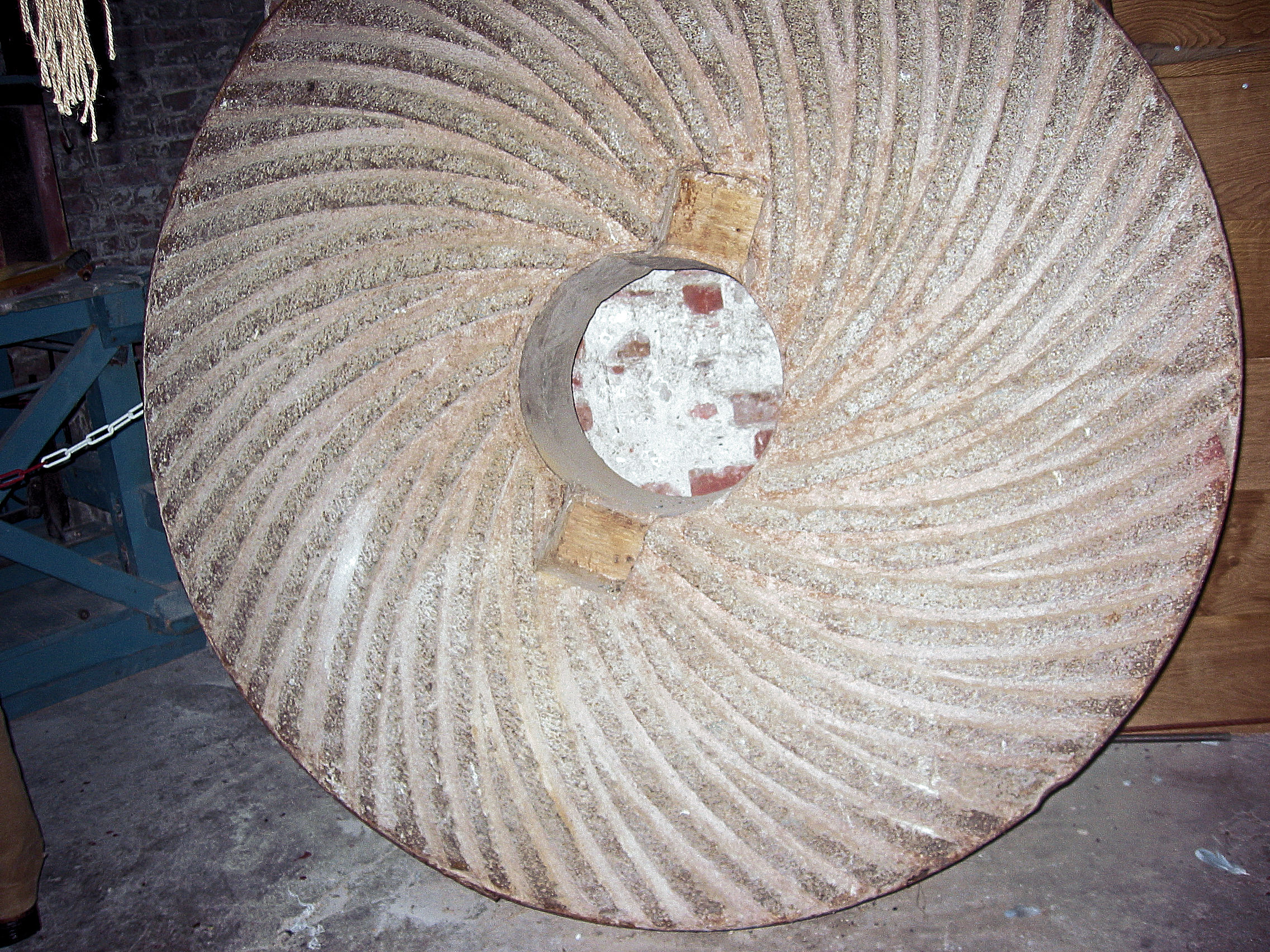
Loper met waaierscherpsel. Linksomdraaiende steen.
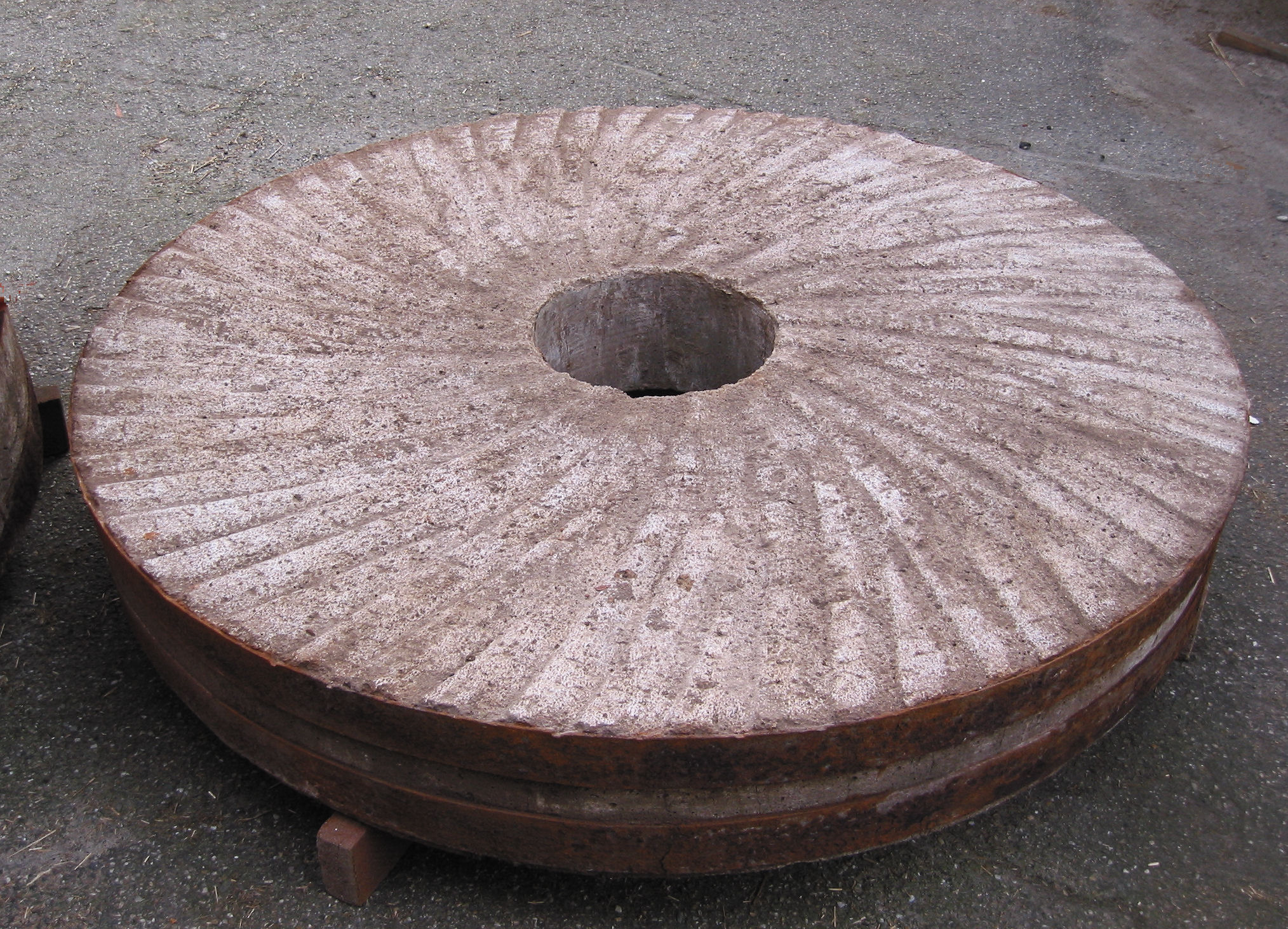
Ligger met waaierscherpsel. Let op richting scherpsel.
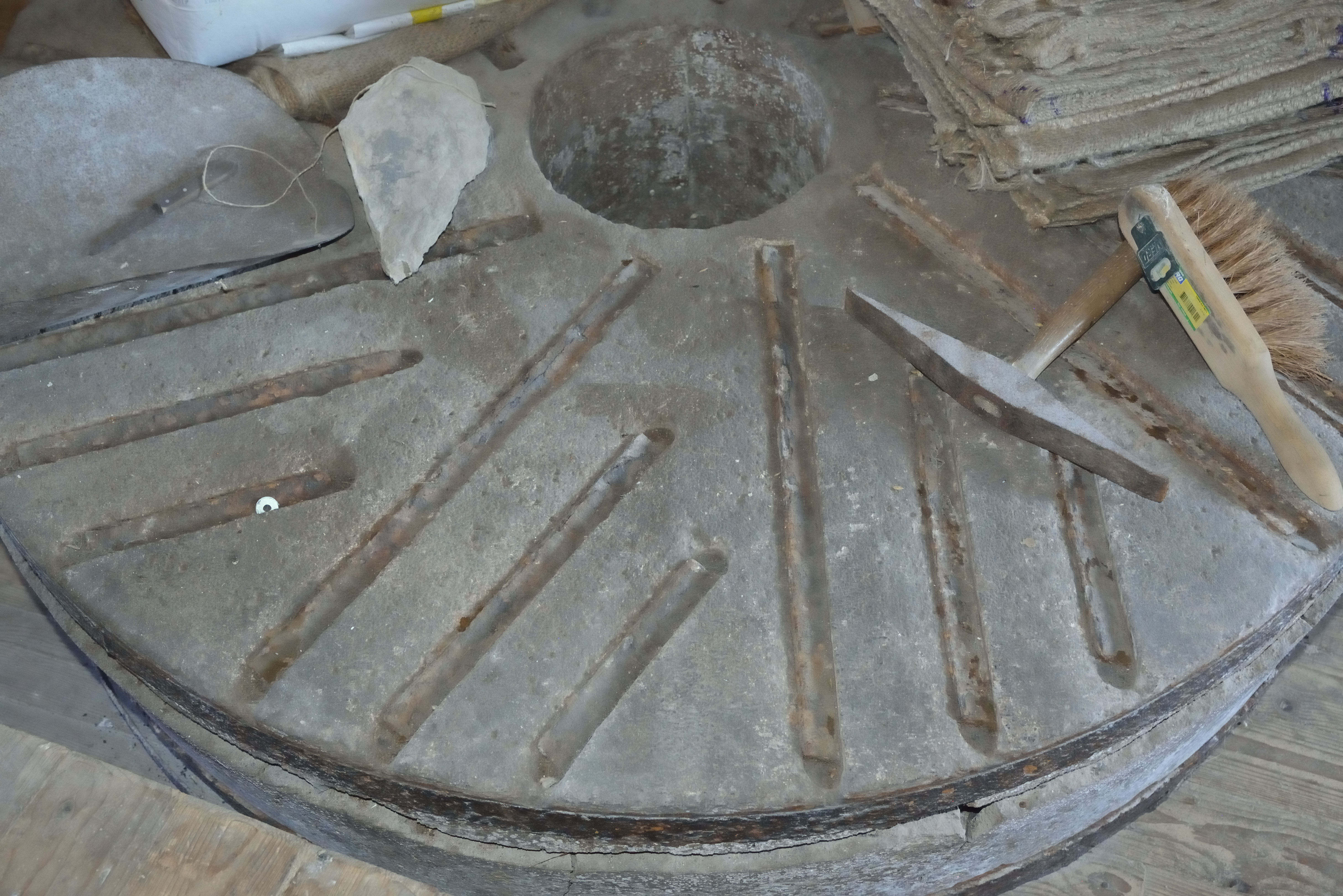
Molensteen met ijzeren inlegstrippen
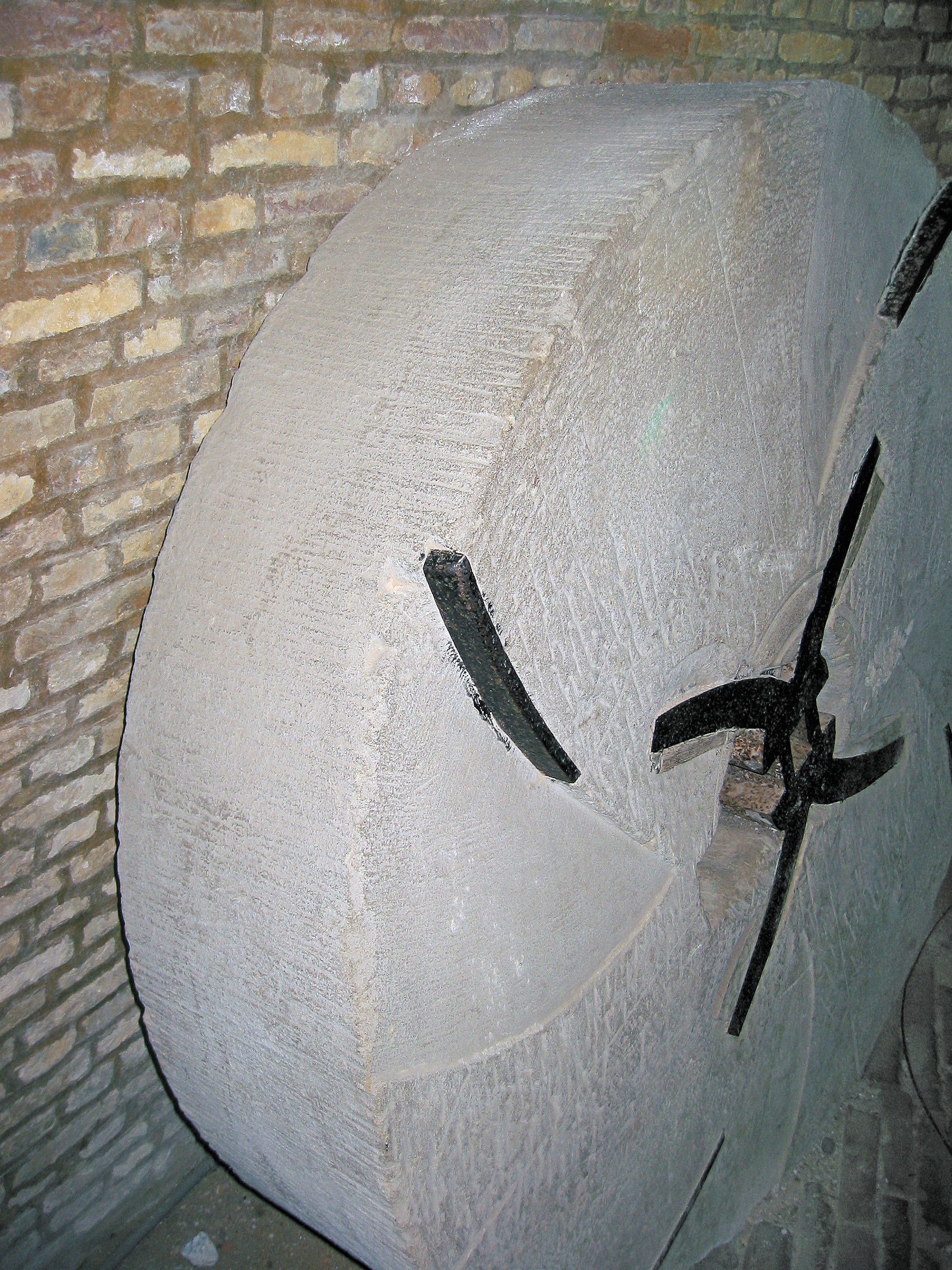
Pelsteen.
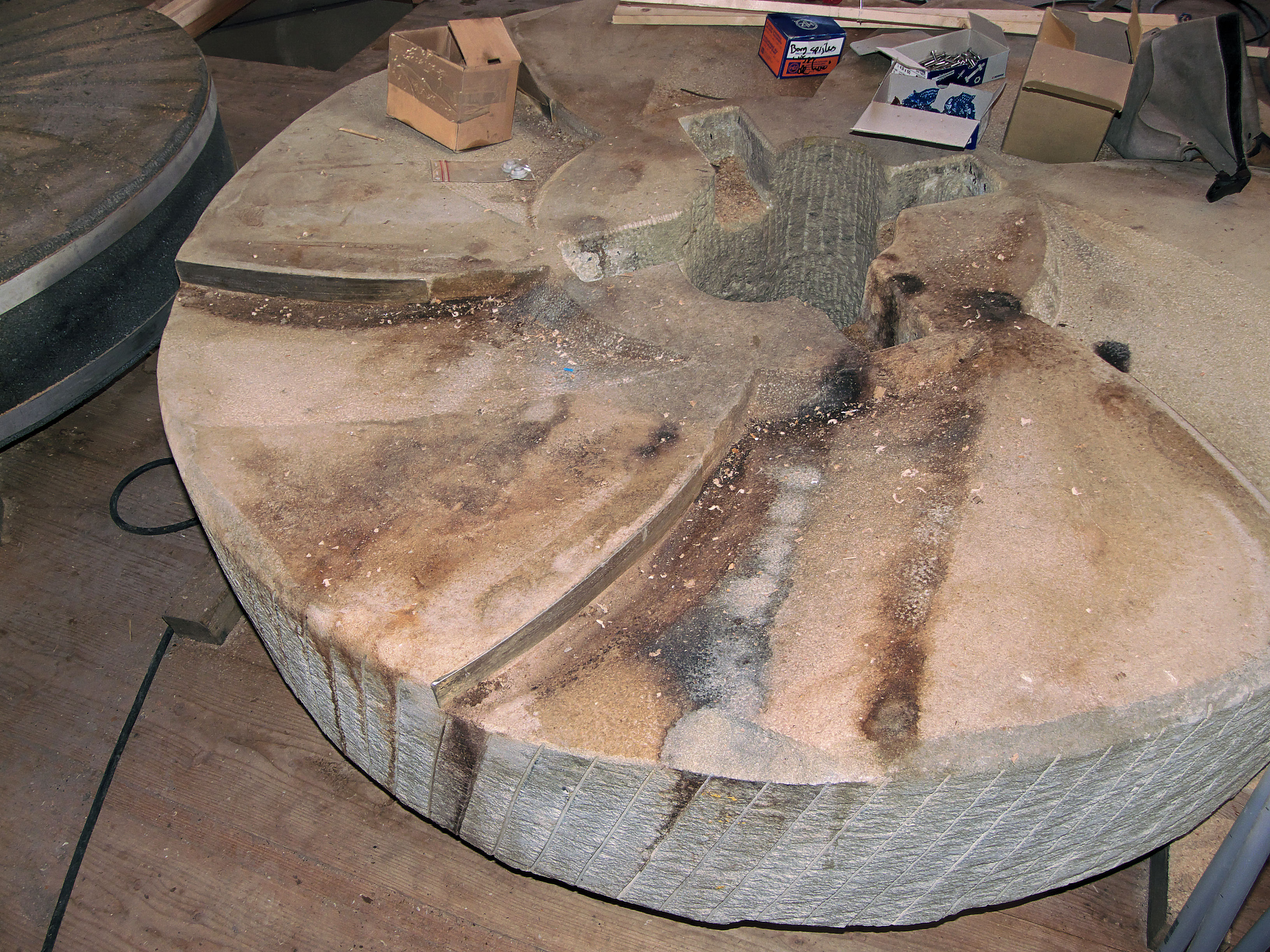
Pelsteen.
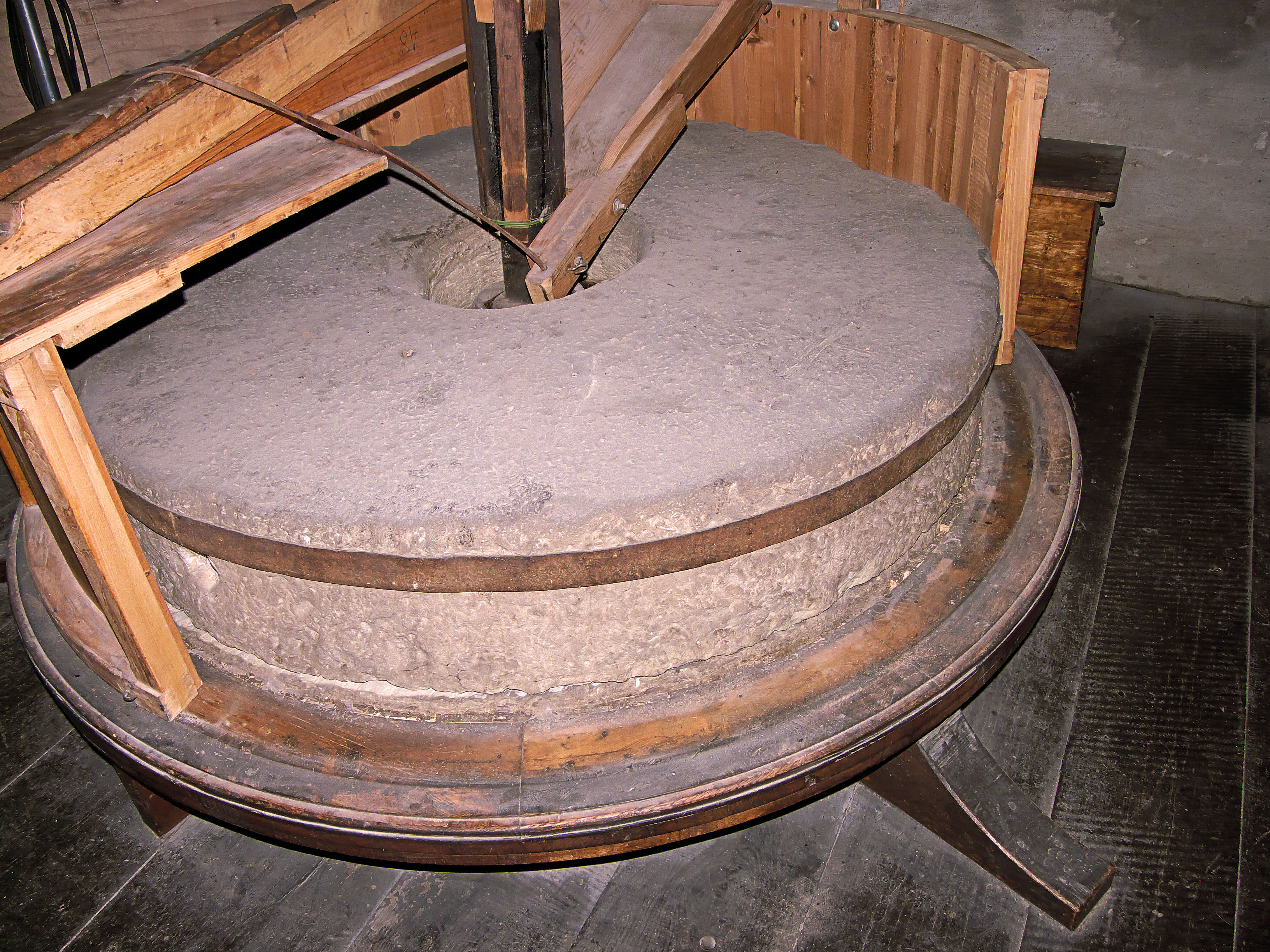
Bentheimer zandsteen voor graan
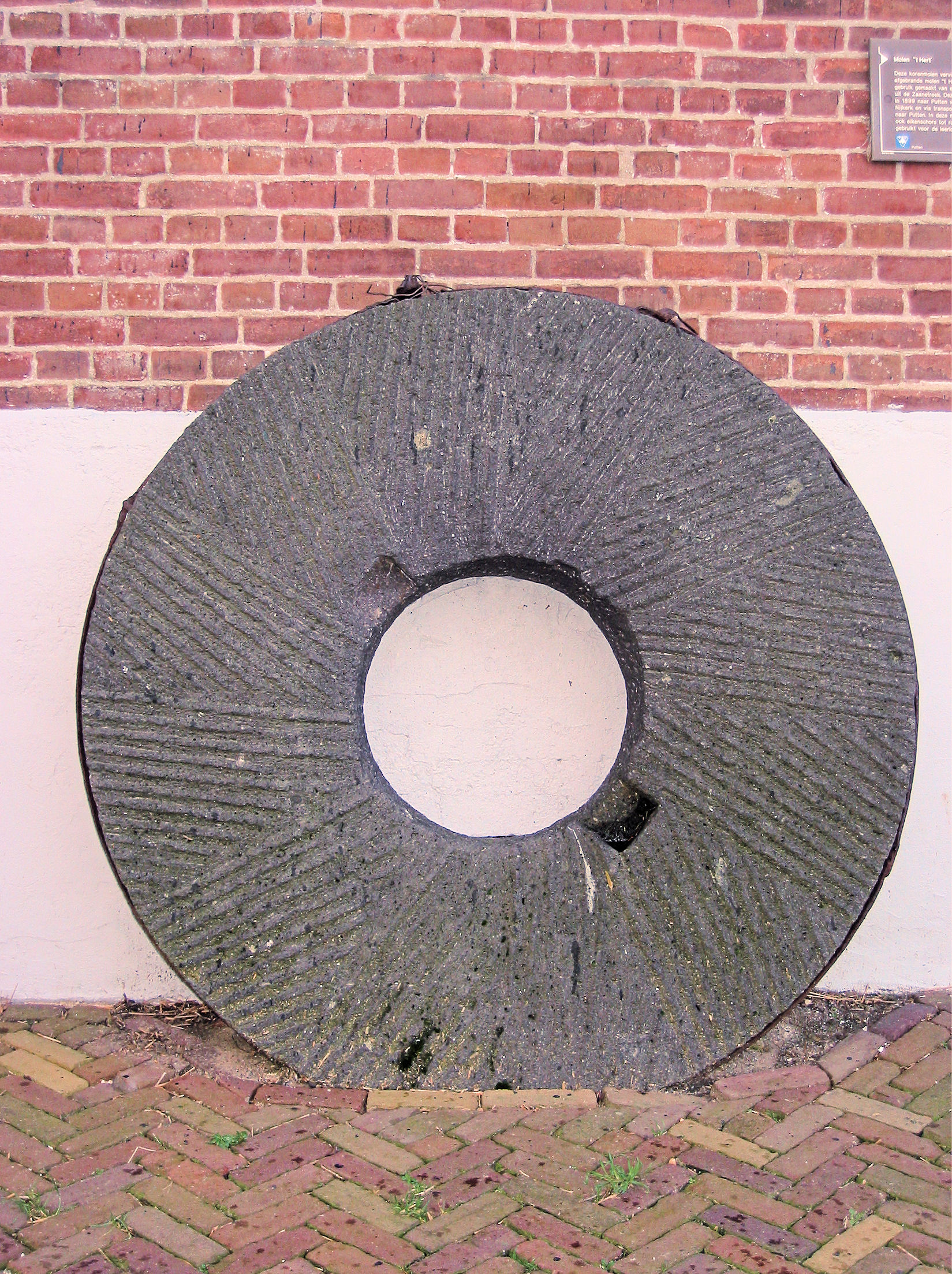
Molensteen voor malen van eek.
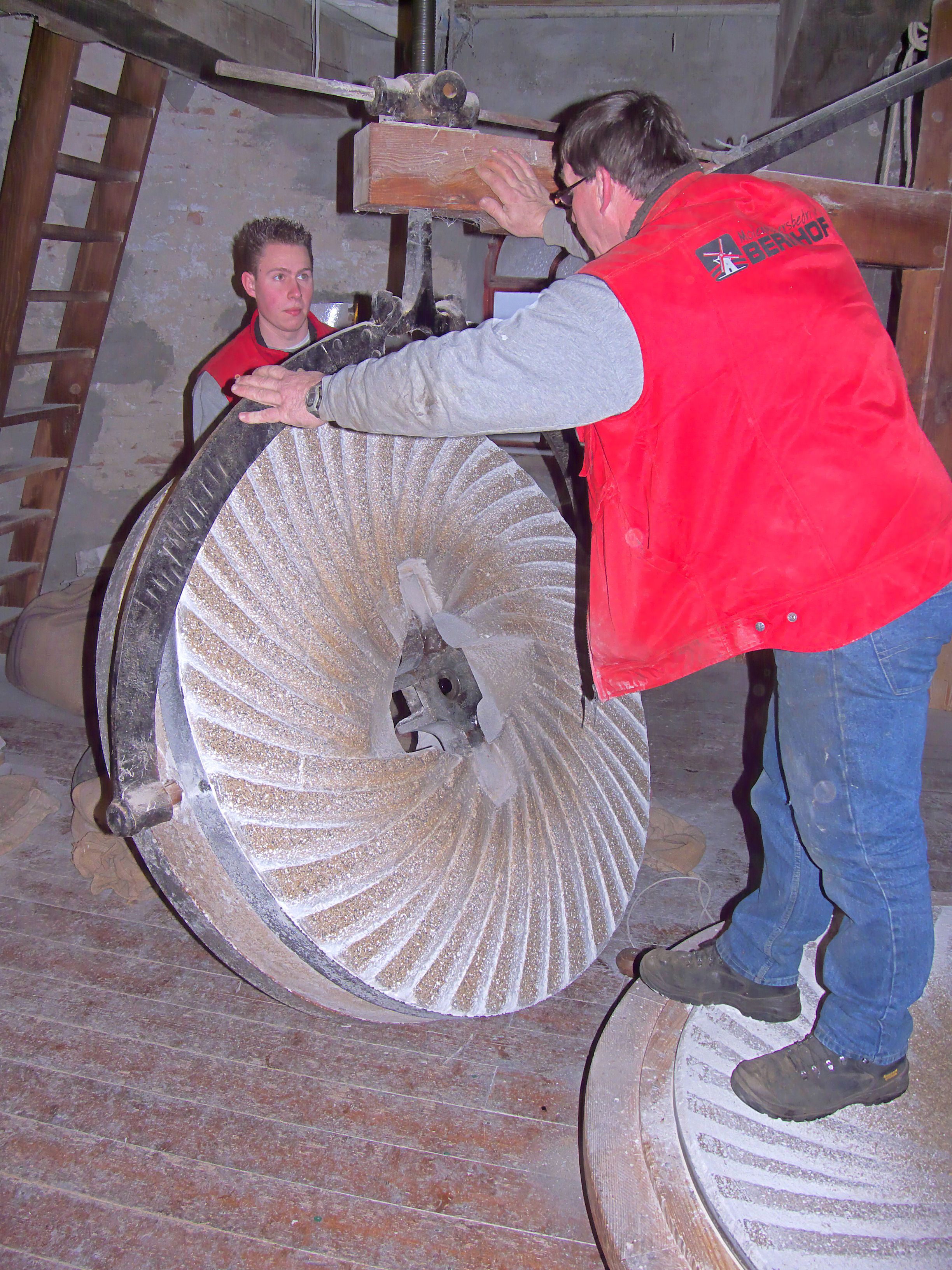
Molensteen met zoggaten voor vermalen van lijnkoeken.
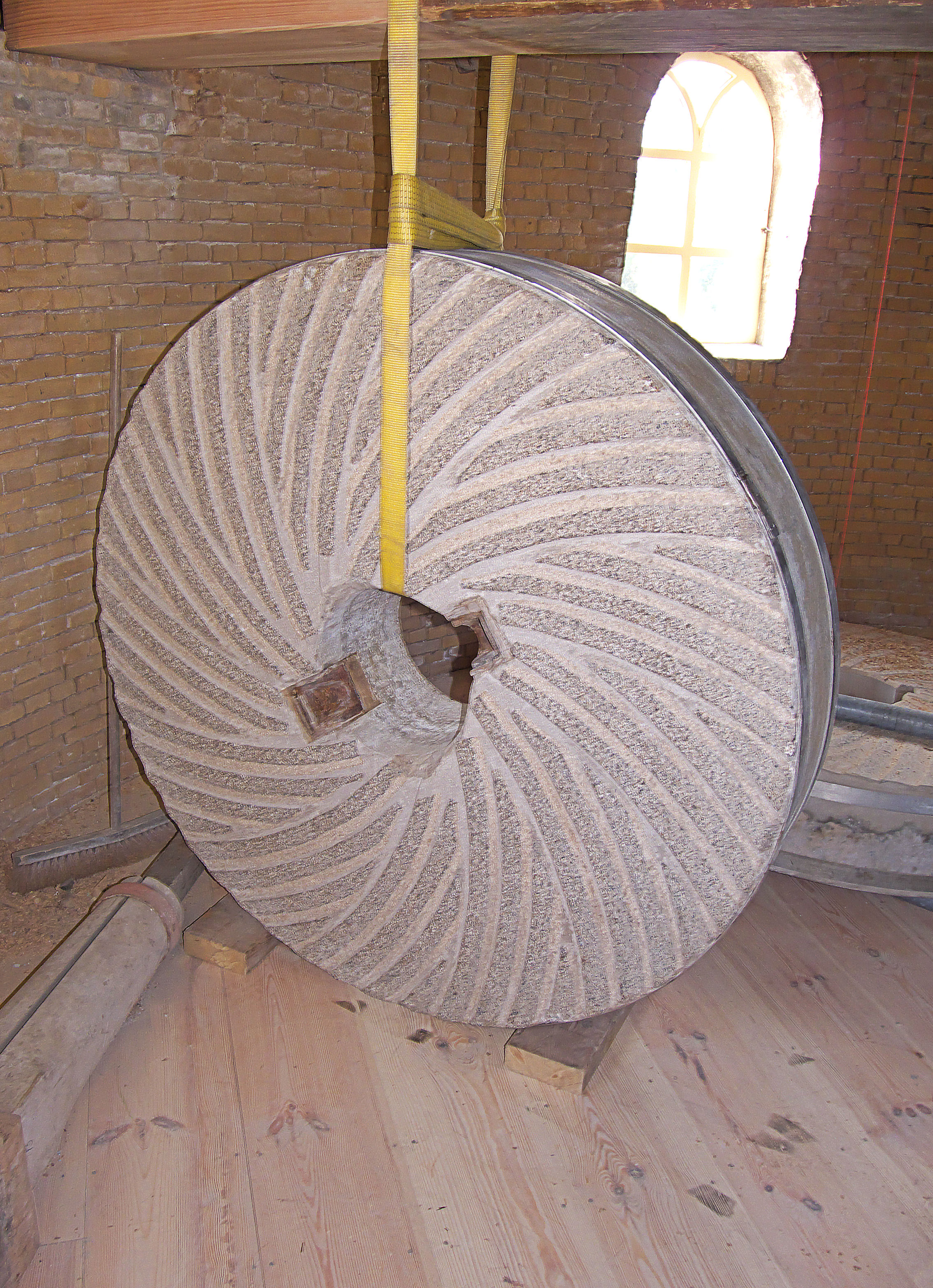
Molensteen met zachte uitslag
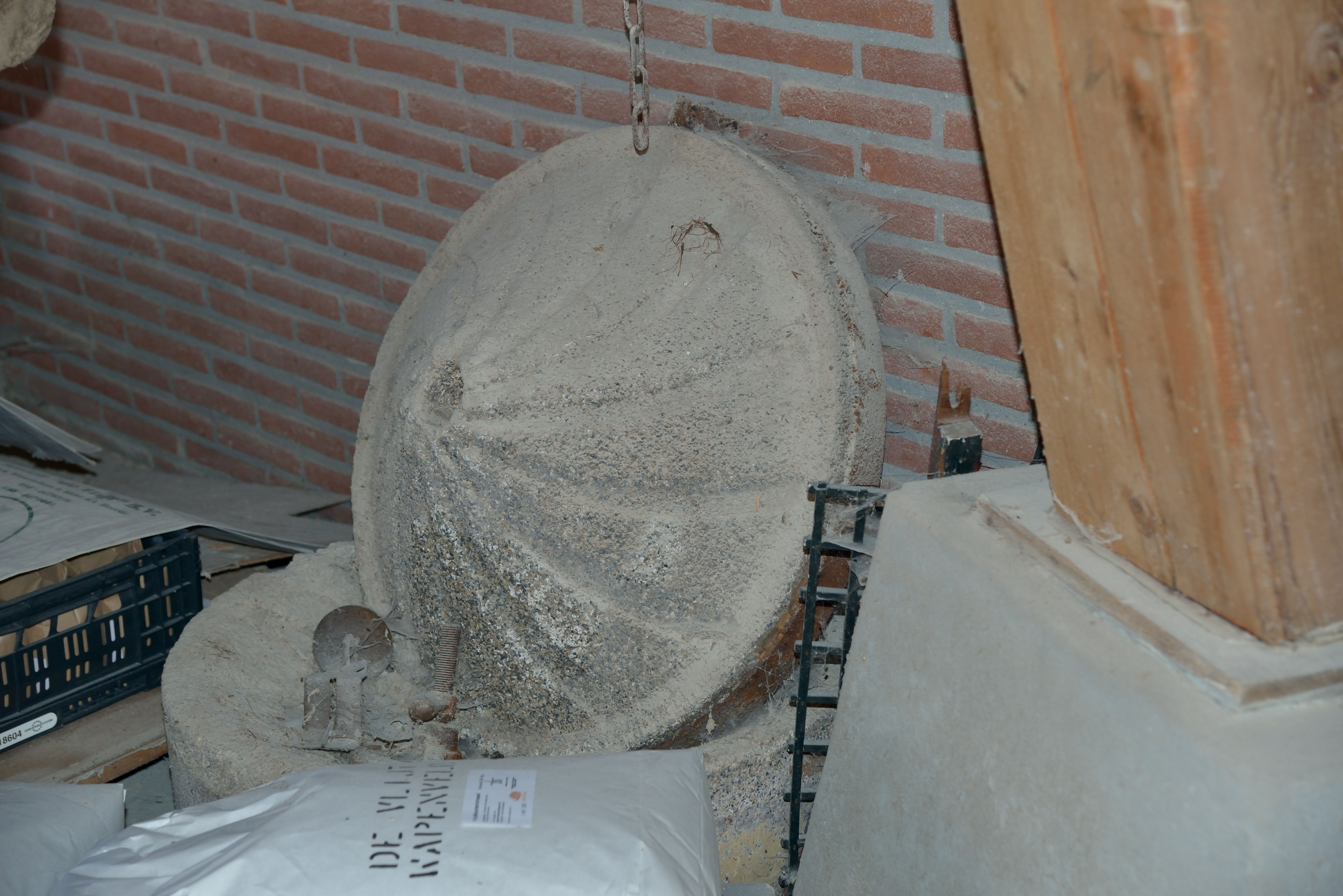
Conische molensteen van een rosmolen
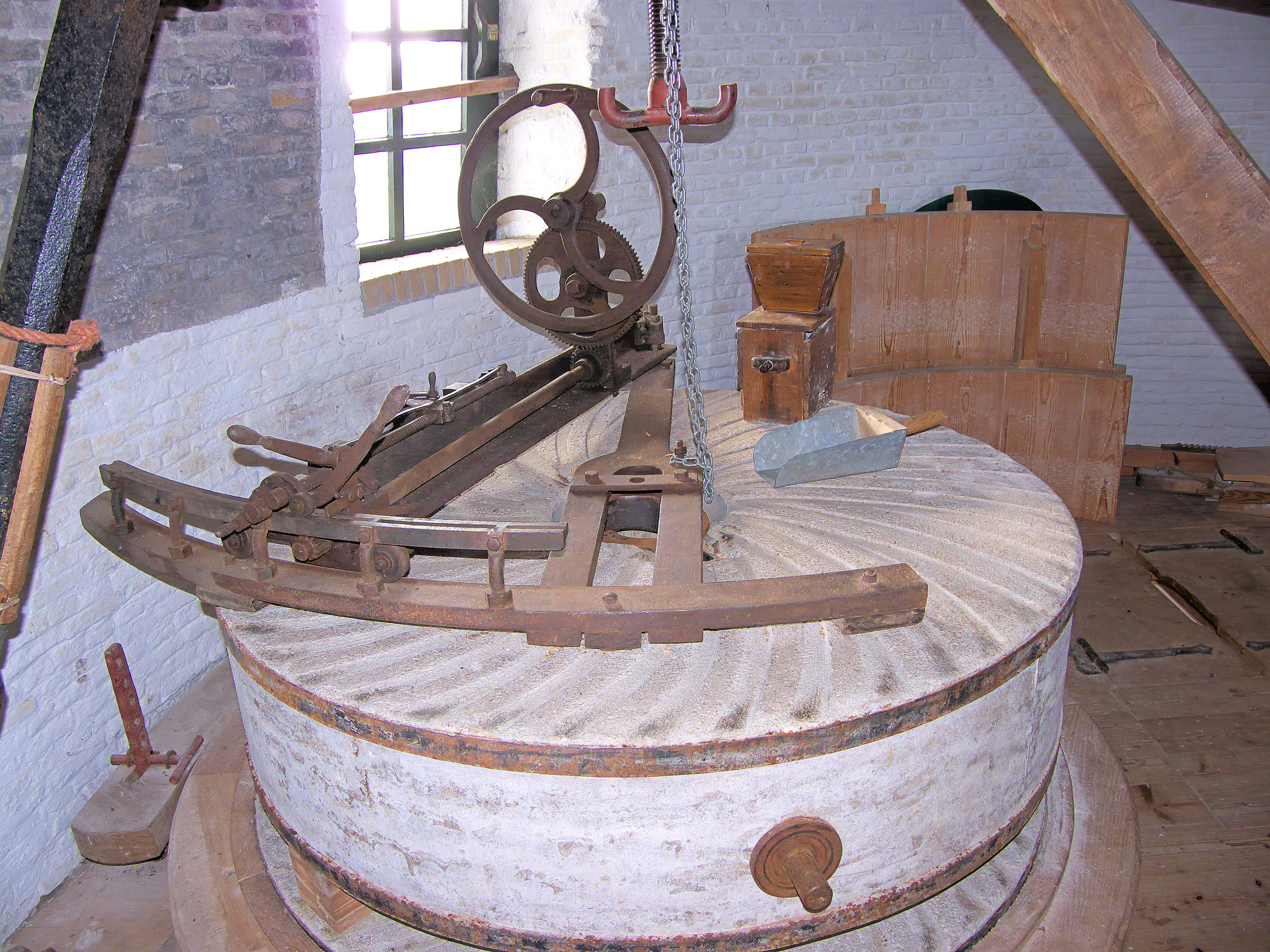
Bilmachine
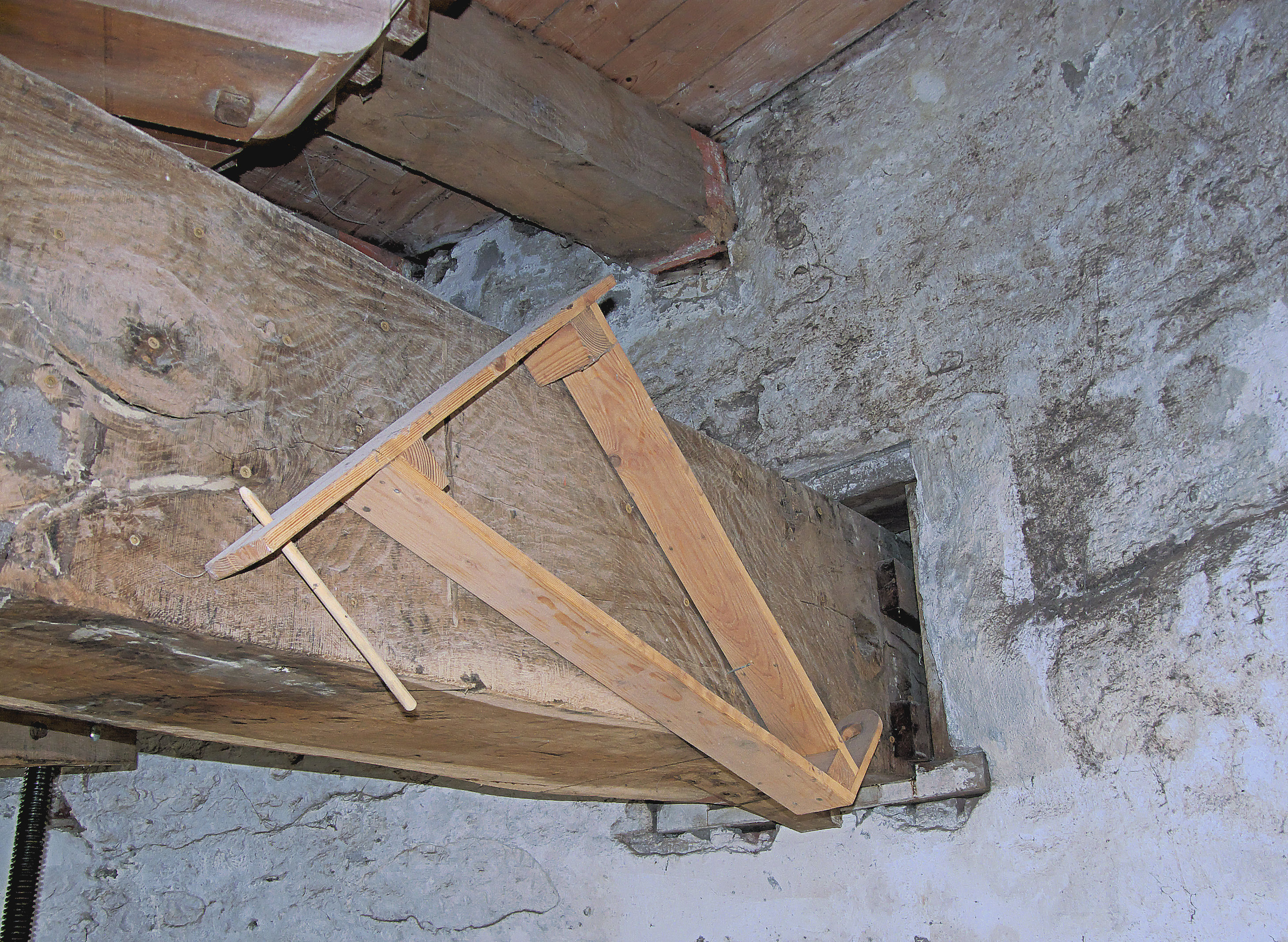
Steenwijzer om de bolspil te lood te stellen
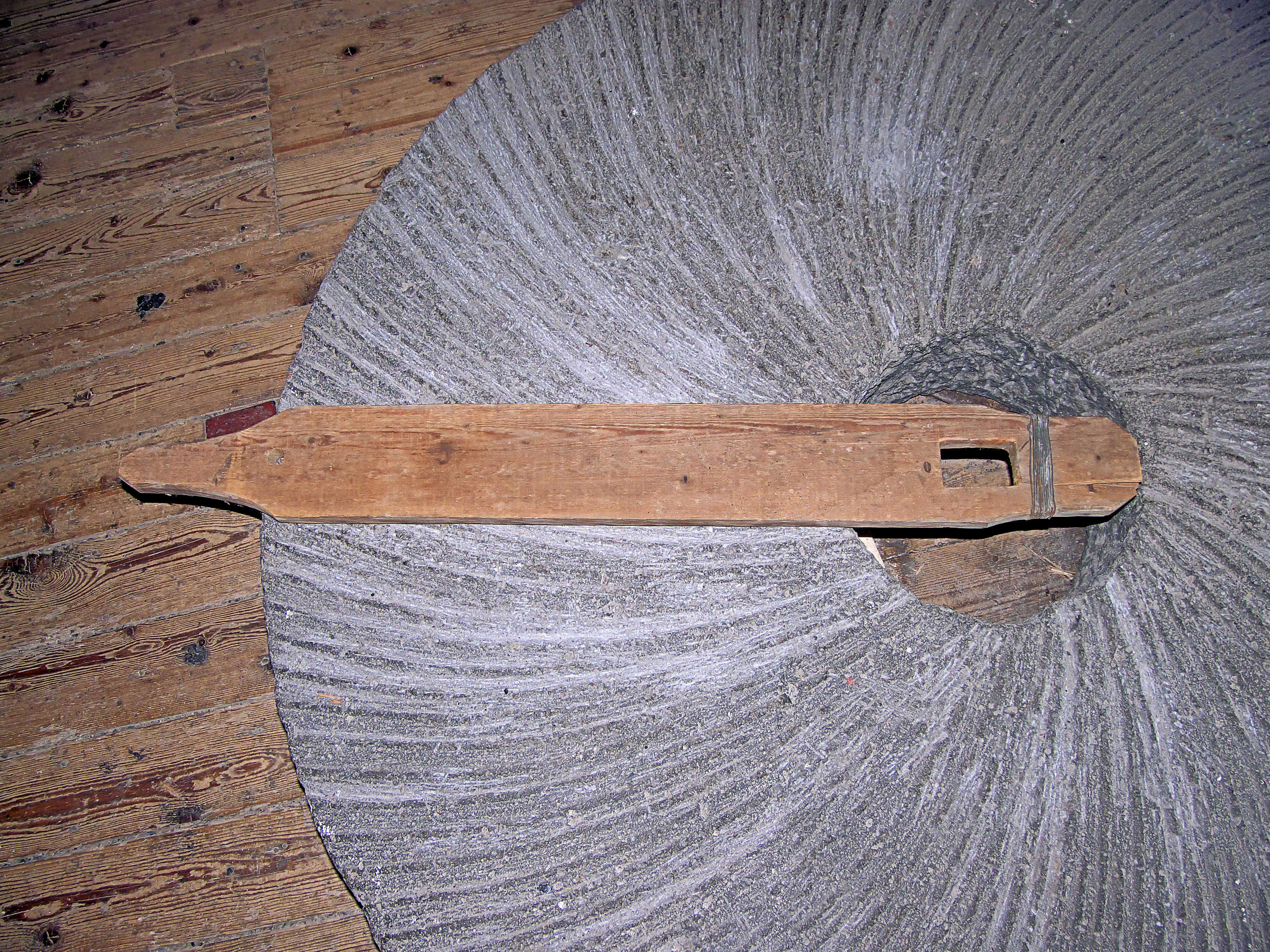
Steenwijzer om de bolspil te lood te stellen
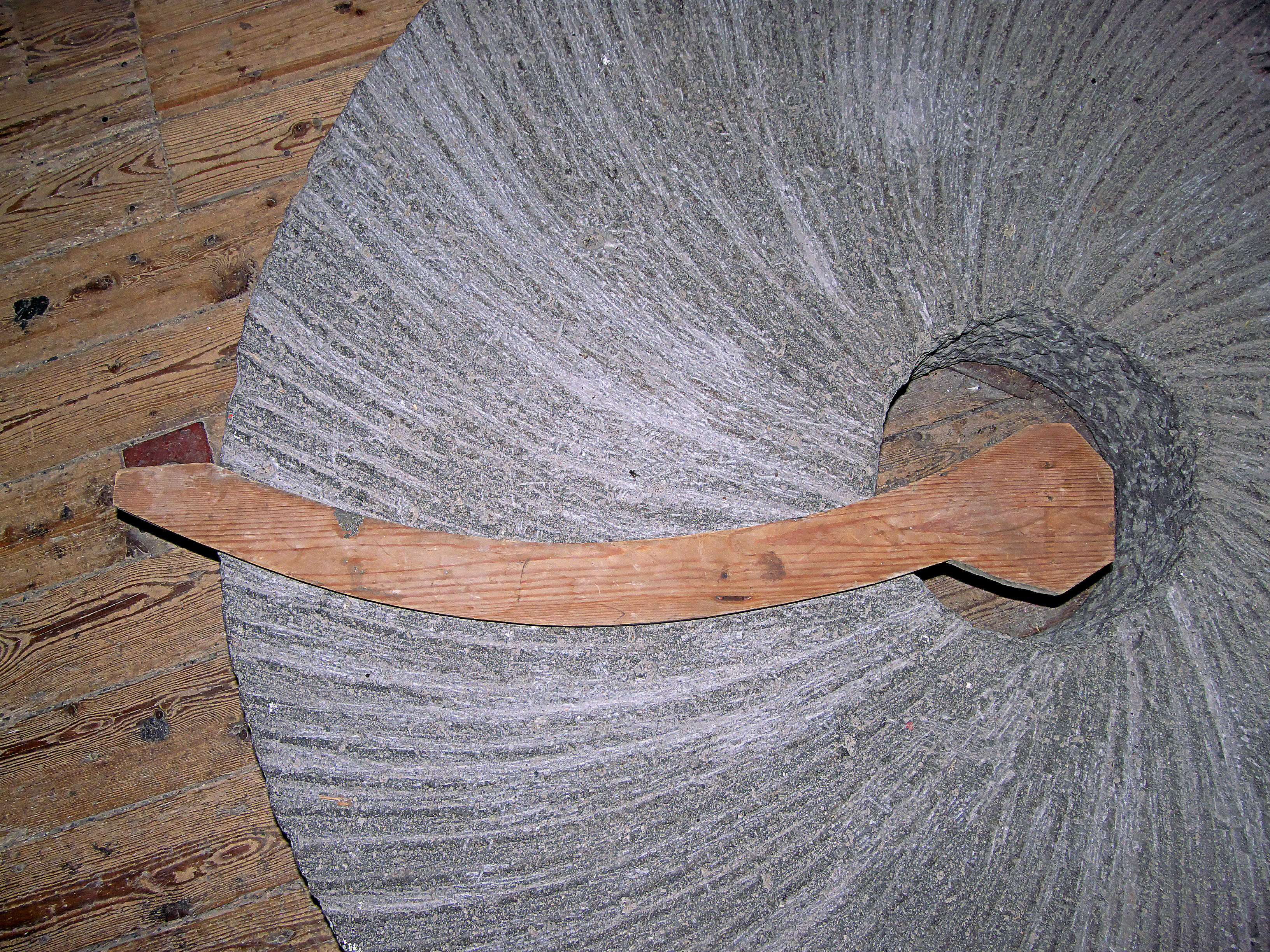
Mal voor het uitzetten van een zwaaischerpsel. De drie gaatjes in de mal boven het kropgat zijn voor de voorbijligging.
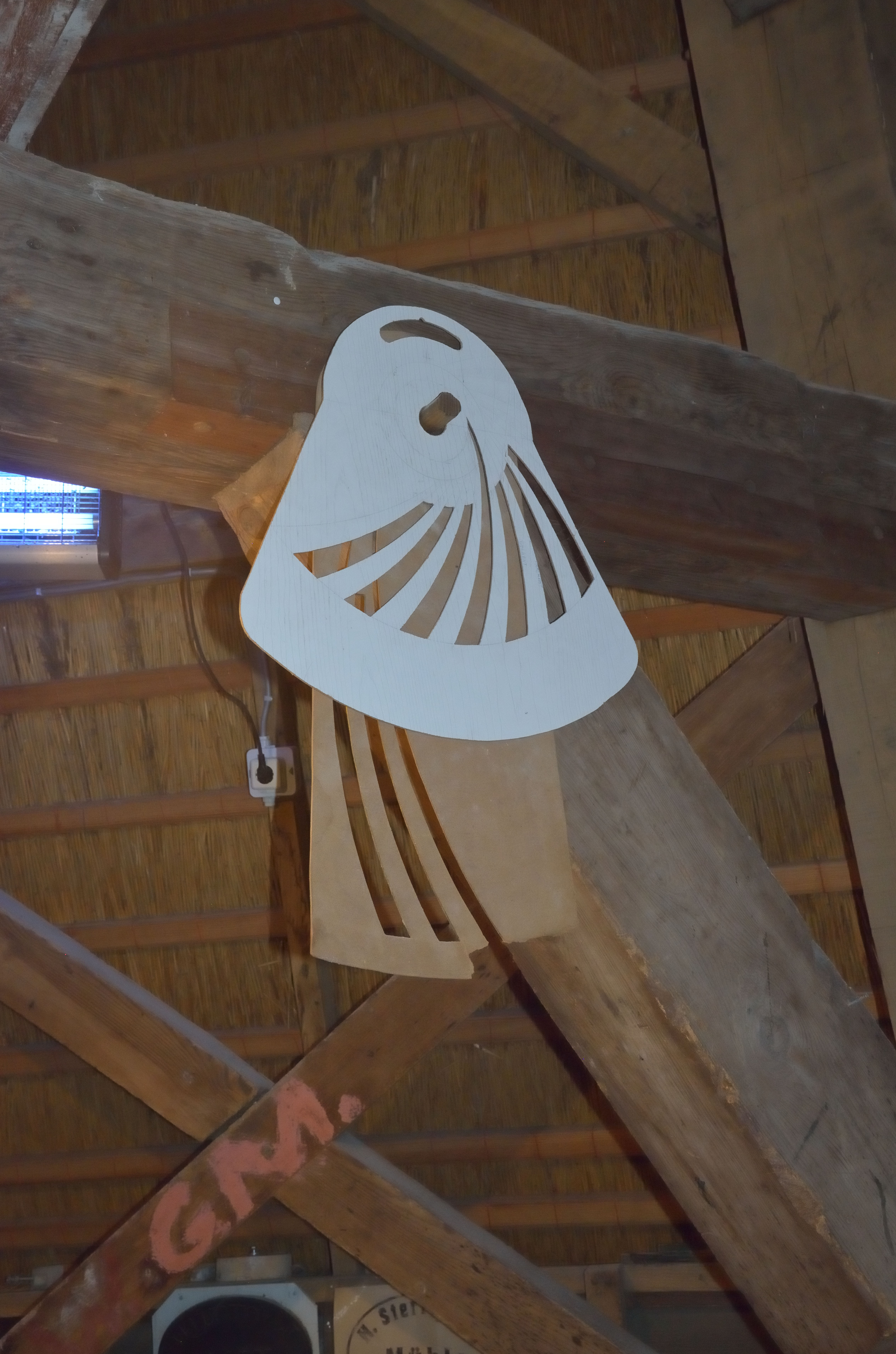
Mal voor het uitzetten van een zwaaipandscherpsel.
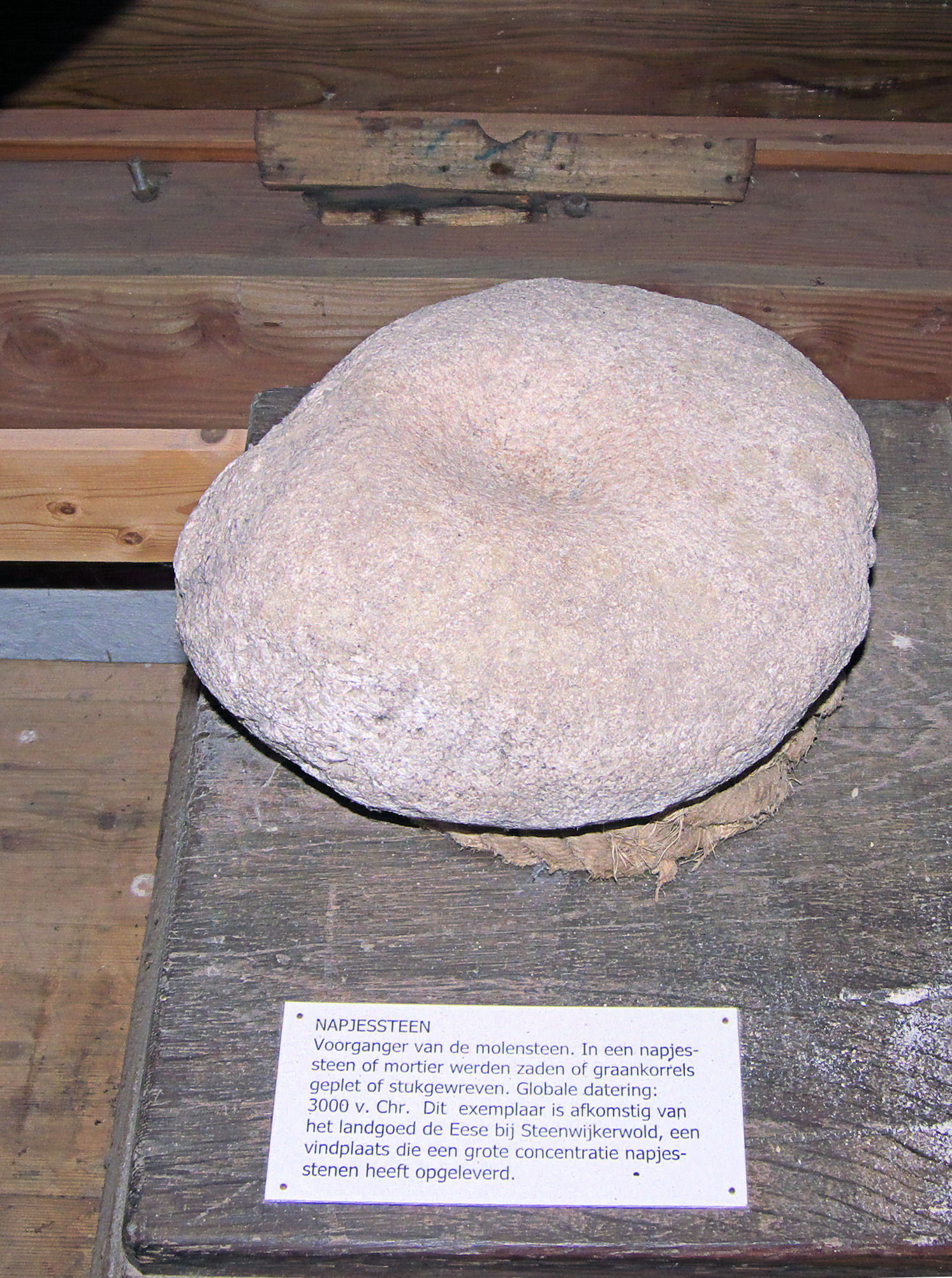
Napjessteen uit ± 3000 v. Chr.
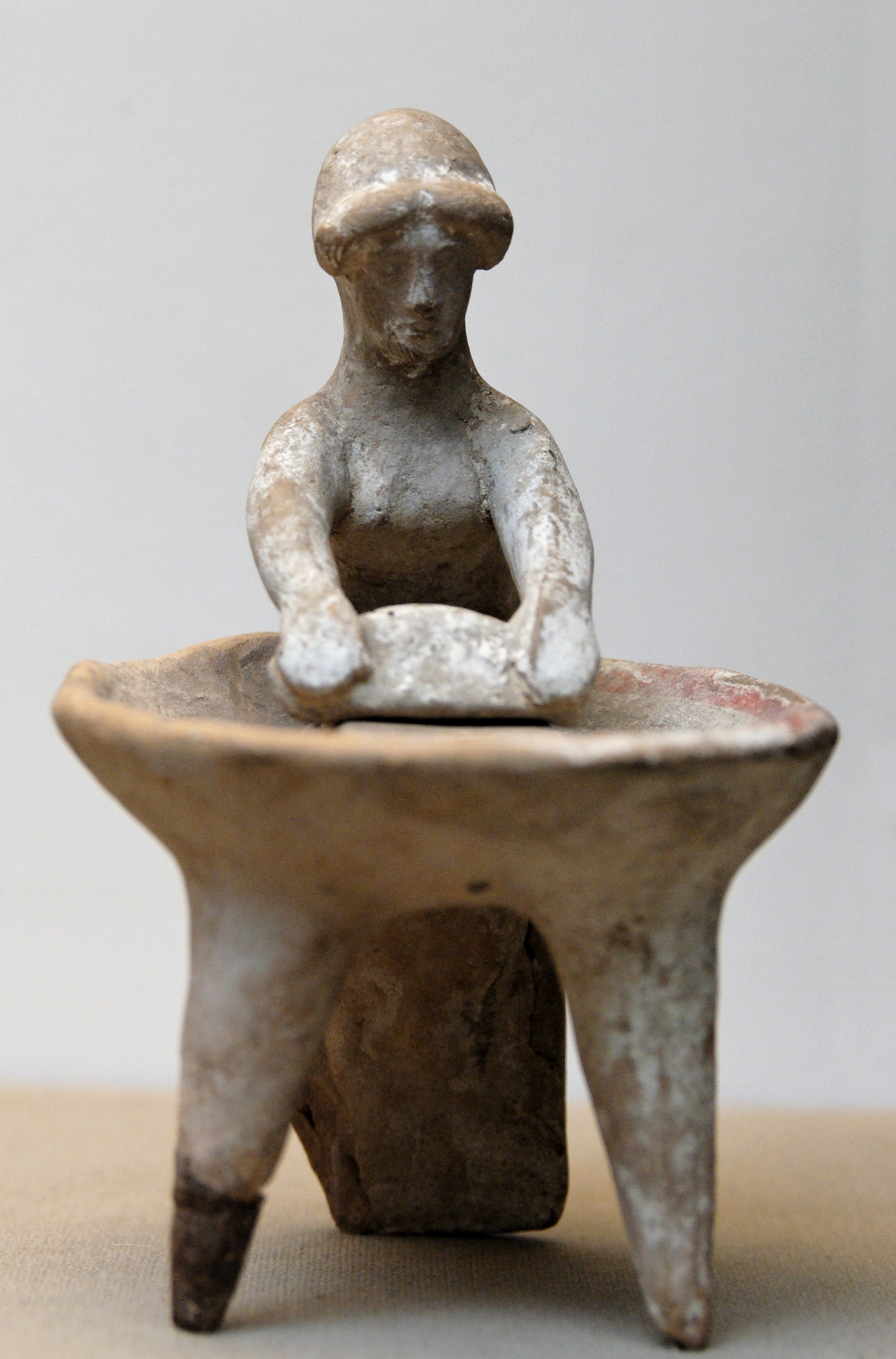
Tarwe malen omstreeks 450 voor Christus (Griekse kunst, Kameiros, Rhodes).
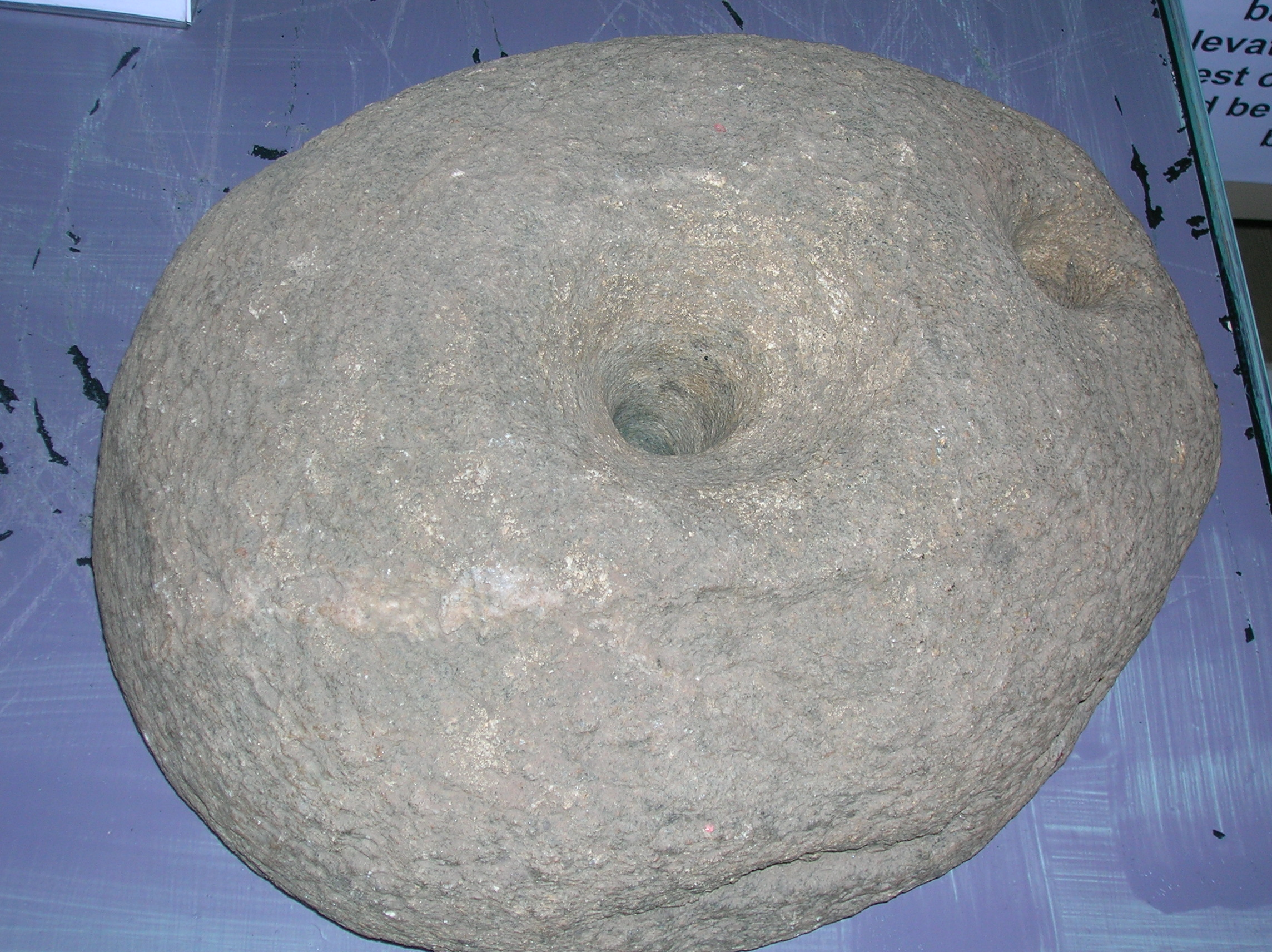
Loper van de Dalgarven handmolen. The Ayrshire Museum of Country Life & Costume. North Ayrshire, Schotland
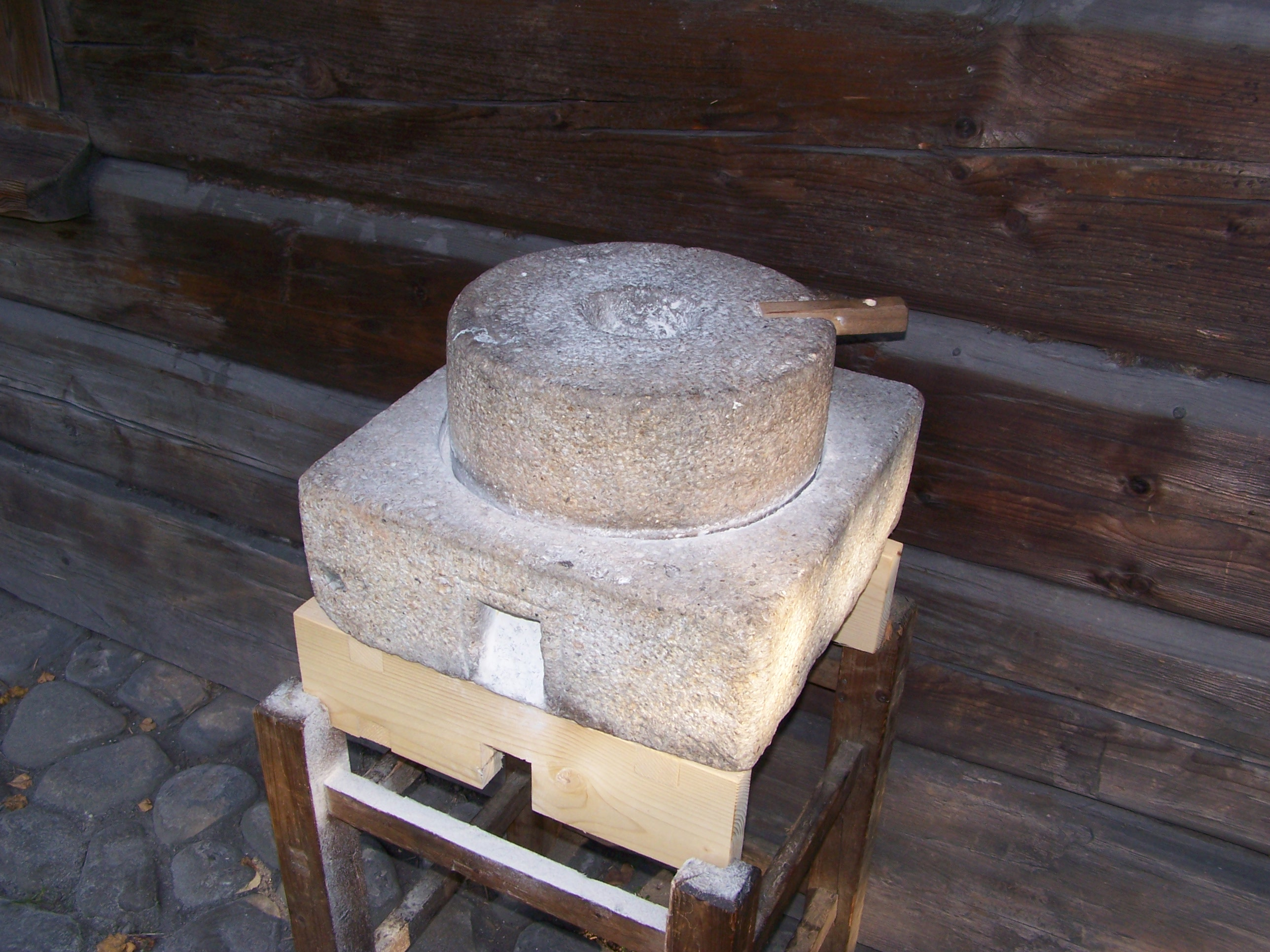
Handmolen met ligger en loper
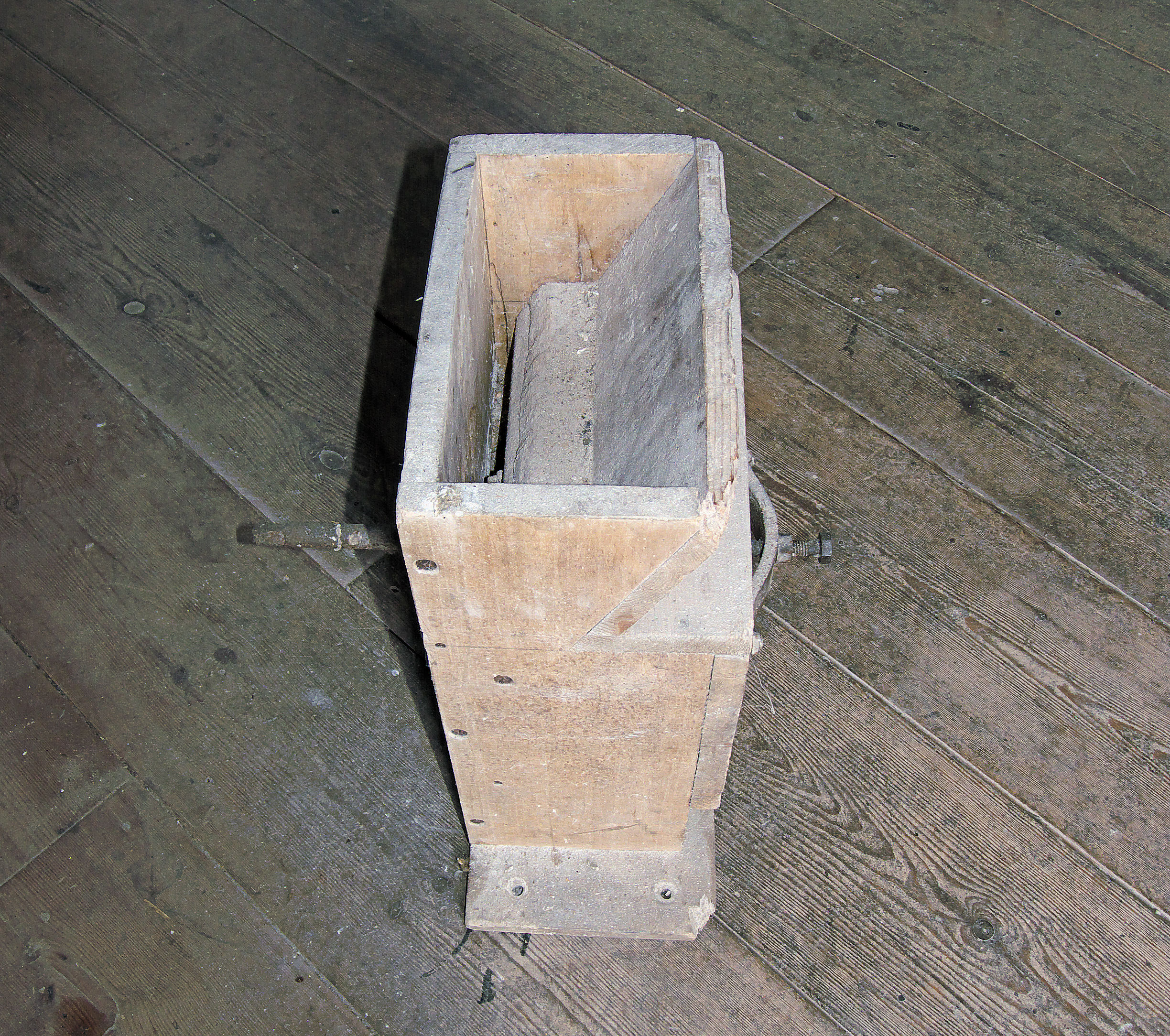
Handmolen met verticale steen